# Sechstagerennen

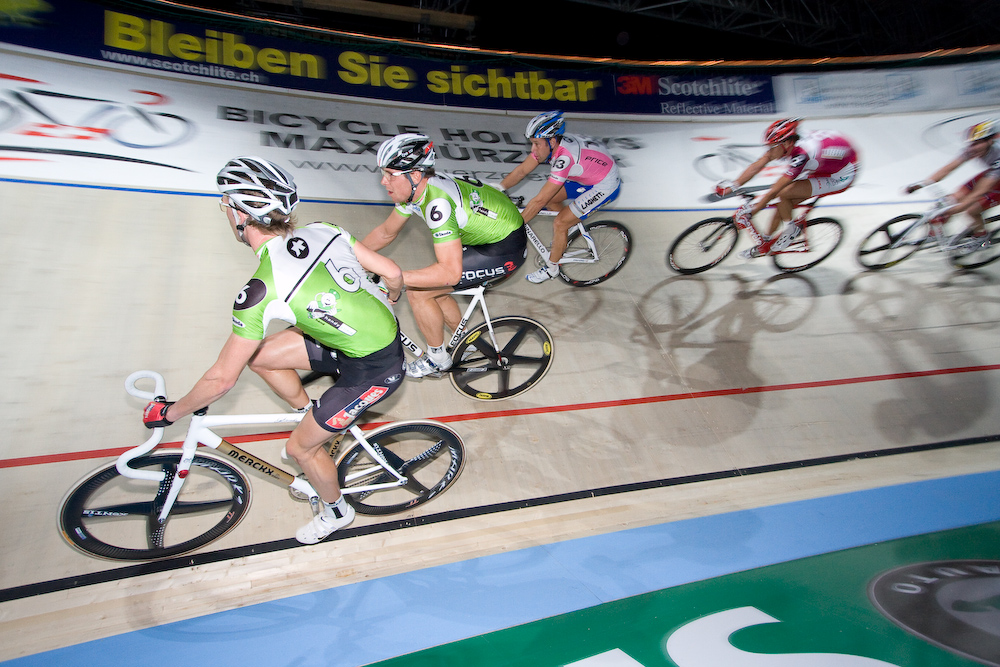
Zweier-Mannschaftsfahren beim Sechstagerennen

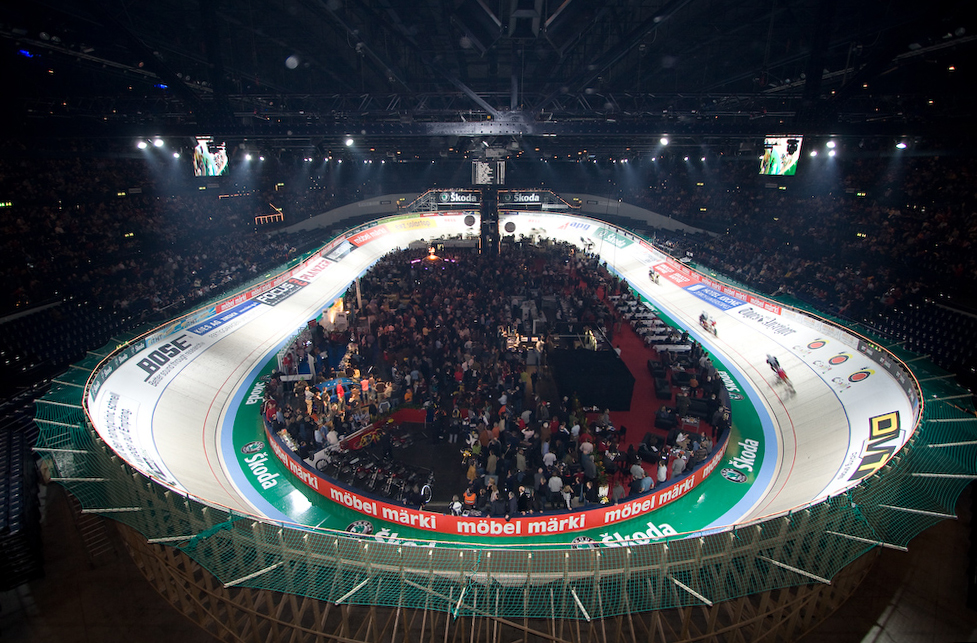
Zürcher Sechstagerennen (2007)

Ein Sechstagerennen ist eine Veranstaltung im Bahnradsport, die heutzutage – im Unterschied zu seinem Ursprung – aus mehreren Radrennen und einem unterhaltenden Rahmenprogramm besteht. Dabei finden über den Zeitraum von sechs Tagen verschiedene Wettbewerbe zwischen Mannschaften aus zwei (in Ausnahmen drei) männlichen Fahrern statt, unter anderem als Hauptwettbewerb das Zweier-Mannschaftsfahren.
Im Jahr 1875 fand das erste Sechstagerennen im britischen Birmingham statt, vier Jahre später erstmals eines in den USA. Diese waren wortwörtlich einzelne Sechstagerennen mit zurückgelegten Distanzen von teils mehreren tausend Kilometern und wurden von einzelnen Fahrern an sechs Tagen rund um die Uhr bestritten. In den USA wurden die Fahrtzeiten auf 18 Stunden am Tag beschränkt. Ab 1899 wurde im New Yorker Madison Square Garden eingeführt, dass zwei Fahrer eine Mannschaft bilden konnten und sich abwechseln durften. Daraus entwickelte sich die Bahnradsportdisziplin Zweier-Mannschaftsfahren (international auch „Madison“ oder „Américaine“ genannt), die seit 1995 Teil des Weltmeisterschaftsprogramms ist. 1909 fand in Berlin das erste Sechstagerennen in Kontinentaleuropa statt.
Den Höhepunkt ihrer Popularität hatten Sechstagerennen in der Zeit zwischen den beiden Weltkriegen. Ab 1934 wurden in Deutschland keine Wettbewerbe mehr ausgetragen, weil die Nationalsozialisten die Regeln aus ideologischen Gründen derart veränderten, dass sowohl Fahrer als auch Publikum das Interesse verloren und schließlich kein Rennen mehr veranstaltet wurde. Ab 1949 fanden wieder Sechstagerennen in Deutschland statt, 1954 gab es die erste Schweizer Veranstaltung in Zürich. Das Sechstagerennen entwickelte sich im Laufe der Zeit zu einer Radsportveranstaltung aus mehreren Teilwettkämpfen mit einer Gesamtwertung – ähnlich dem Omnium.
In den englischsprachigen Ländern, wo das Sechstagerennen erfunden worden war, wurden die Austragungen nach und nach eingestellt. Erst 2015 fand nach über 50 Jahren in London wieder ein Rennen statt. Auch an vielen anderen Orten gibt es heute keine Sechstagerennen mehr. Im deutschsprachigen Raum werden heute (2021) nur noch in Bremen und Berlin Sechstagerennen veranstaltet. Insgesamt wurden seit 1899 weltweit rund 1.500 Rennen organisiert.

## Geschichte

### Die Anfänge

#### Einzel-Rennen für Männer

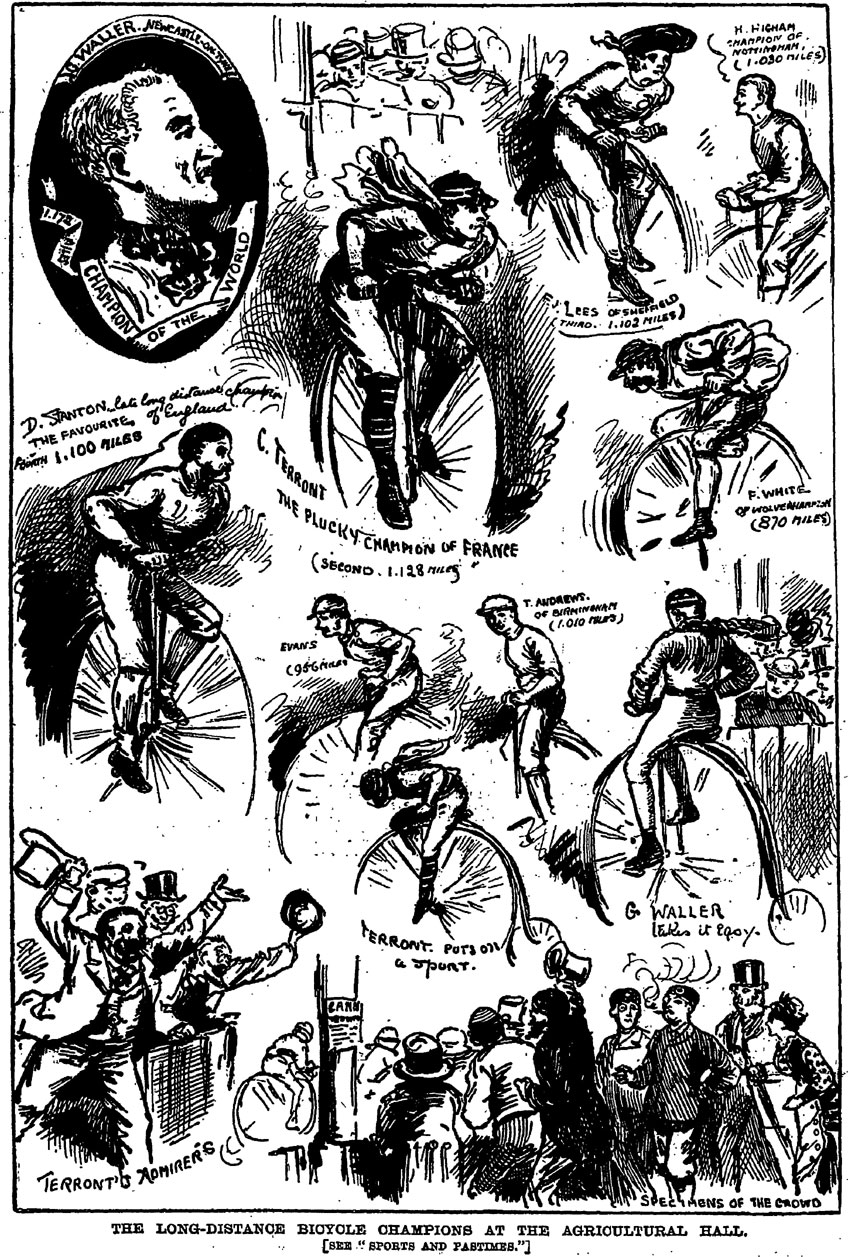
Gezeichnetes Ergebnis des Rennens 1879 in London in der Penny Illustrated

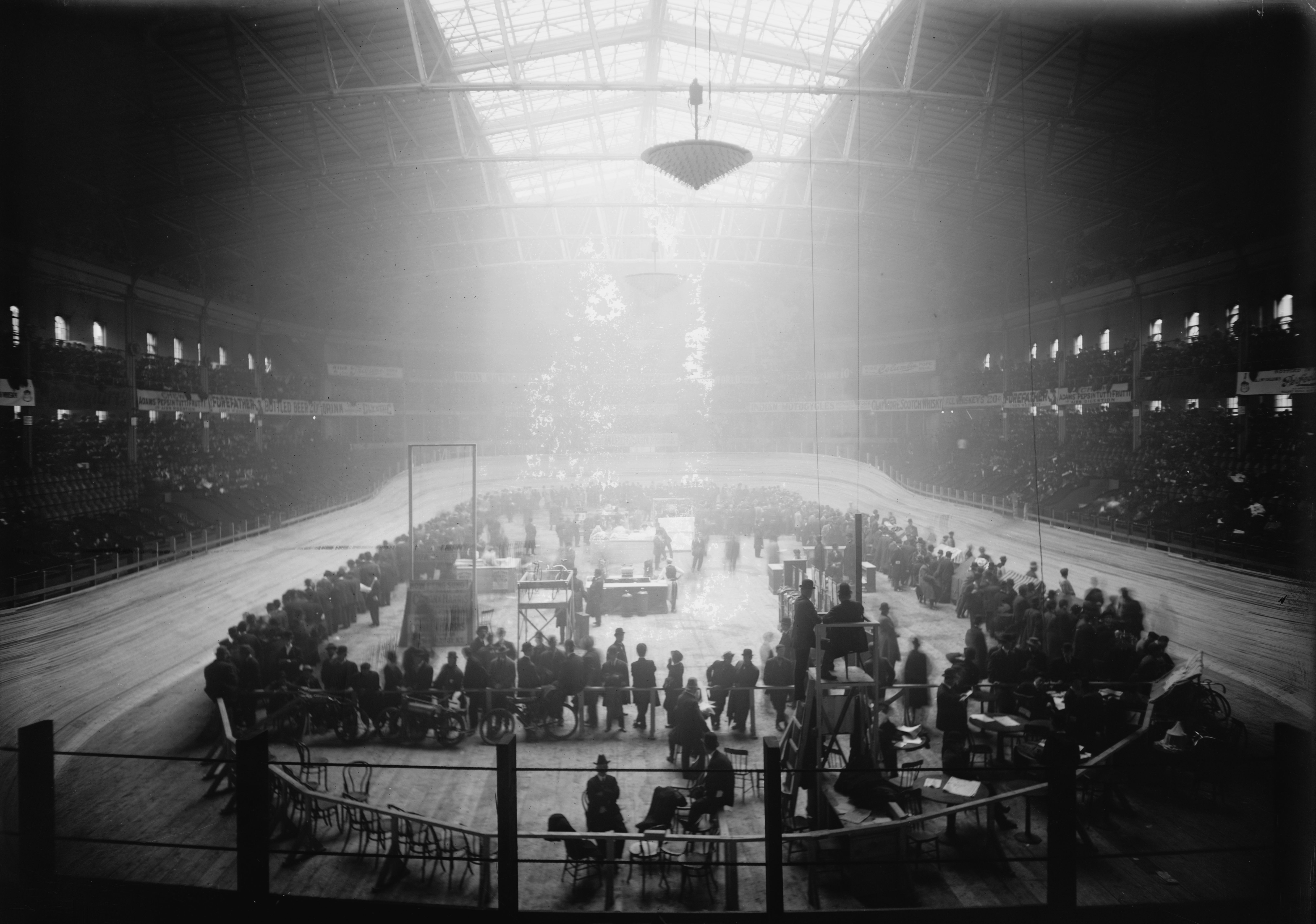
Der Madison Square Garden (1908)

Die frühe Geschichte der Sechstagerennen ist zum Teil lückenhaft oder widersprüchlich dokumentiert. Das erste wird auf das Jahr 1875 datiert und fand in Birmingham statt. Das Rennen war ursprünglich als Produkttest für Hochräder gedacht. Zunächst waren nur Einzelfahrer am Start, hauptsächlich männliche Berufsfahrer, die montags bis samstags zwölf Stunden täglich um eine Radrennbahn fuhren. Wegen der Sonntagsruhe waren die Rennen auf sechs Tage beschränkt. Wer in dieser Zeit die meisten Meilen absolviert hatte, war der Sieger. Die Geldprämien für diese Siege waren in der Regel äußerst lukrativ. Laut Memoire du Cyclisme soll der Gewinner dieses ersten Rennens der Franzose Charles Terront gewesen sein. Diese Information ist jedoch umstritten, da laut anderer Informationen Terront erst im Jahr darauf mit dem Radsport begonnen haben soll. Die Sechstagerennen mit dem Rad überlappten mit den Sechstagerennen zu Fuß, die ebenfalls in den 1870er Jahren ihren Höhepunkt und Weltmeisterschaften und Rekorde erlebten. Als die Leistungen jedoch nicht mehr verbessert wurden, wanderten die Zuschauer zu den Sechstagerennen mit dem Rad ab.
Das zweite Einzel-Sechstagerennen fand 1878 in der Londoner Royal Agricultural Hall in Islington statt, das sich als „long-distance championship of the world“ bezeichnete. Ein Teilnehmer dieses Rennen war der Journalist Harry Etherington, der Sechstagerennen auch deshalb propagierte, weil sie den Zeitungen Gelegenheit gaben, mehrere Tage hintereinander über dieses sportliche Event ausführlich zu berichten. Gewinner war William Cann aus Sheffield, der 1060 Meilen und fünf Runden bewältigte. Nach anderen Quellen fand bereits ab dem 1. September 1876 an eben jenem Ort das erste Londoner Sechstagerennen statt, das vom Briten Stanton gewonnen wurde, der dabei 1000 Meilen absolvierte.
Bis Anfang der 1890er Jahre wurden die Rennen auf Hochrädern gefahren. 1879 wurde die Idee des Sechstagerennens in die USA exportiert und fand auch dort zunächst als Einmann-Veranstaltung statt, variierend über 12 oder 18 Stunden, später rund um die Uhr. Jeder Fahrer fuhr für sich und konnte entscheiden, wann er fahren oder ruhen wollte. Am Ende des sechsten Tages gewann der Fahrer mit den meisten zurückgelegten Kilometern. Häufig waren die Rennen schon nach wenigen Tagen entschieden, da die Fahrer 100 Kilometer und mehr auseinander lagen. 1881 wurde in Melbourne das erste Ein-Mann-Sechstagerennen in Australien ausgetragen.
Bis 1891 sind bis zu 90 Sechstagerennen für Einzelfahrer erwähnt, unter anderem in New York, London, Chicago, Edinburgh und Melbourne. Manche dieser Rennen bewarben die Organisatoren als „long-distance cycle races“, so dass ihr eigentlicher Charakter nicht immer klar ist.
1890 wurde in New York der neu erbaute, zweite Madison Square Garden eröffnet, der unter anderem von William Henry Vanderbilt und William Waldorf Astor finanziert worden war. Im Jahr darauf fand dort erstmals ein Sechstagerennen statt; der Veranstaltungsort eines Sechstagerennens in New York, das vier Jahre zuvor stattgefunden hatte, ist nicht bekannt. Sieger des ersten Rennens im „Garden“ war der US-Amerikaner Bill „Plugger“ Martin, der in 142 Stunden 2360 Kilometer fuhr.
1893 konnten sich die Fahrer in New York entscheiden, ob sie das Rennen wie bisher auf Hochrädern oder auf einem gerade auf den Markt gekommenen „Safety“ bestreiten wollten. Nach der Hälfte des Rennens stiegen die Fahrer der Hochräder alle auf Safetys um, da sie erkannten, dass diese wesentlich schneller waren, wenn es auch Bedenken angesichts der gebückten Haltung über dem Fahrradlenker gab. Es war das letzte Mal, dass Hochräder bei Sechstagerennen zum Einsatz kamen, was in den folgenden Jahren auch Folgen für die Konstruktion der Bahnen hatte, deren Kurven immer steiler wurden.
Mit der Zeit wurde auch ein zuverlässiges System zum Zählen der Runden und zur Anzeige der gefahrenen Kilometer entwickelt: Ein Elektriker erfand eine Einrichtung, bei der nach jeder gefahrenen Runde ein Ring auf einen stählernen Stab gesteckt wurde, wodurch eine von zehn Glühbirnen zum Leuchten gebracht wurde. Wenn alle zehn Birnen brannten, war der Fahrer eine Meile gefahren (die Radrennbahnen waren das Zehntel einer Meile lang). Jeder Fahrer hatte einen eigenen „Zähler“ mit einer großen Tafel; wenn der Zähler sah, dass zehn Birnen brannten, trug er auf dieser Tafel den neuen Meilenstand ein.
Thema in der Öffentlichkeit war immer wieder die Auswirkung der großen körperlichen Beanspruchung auf die Fahrer: 1894 soll Albert Schock das Rennen in einem so schlechten körperlichen Zustand beendet haben, dass im Jahr darauf kein Veranstalter es wagte, ein Sechstagerennen zu veranstalten. 1896 startete der US-Amerikaner Teddy Hale beim Solo-Sechstagerennen im Madison Square Garden und gewann mit 1910 Meilen und acht Runden vor 30 Konkurrenten. Über seine Verfassung nach Ende des Rennens hieß es: „He looked like a ghost. His face was like the white face of a corpse and he stared in front of himself, his eyes terribly fixed […] His mind was no longer there on the track, he had lost all signs of life and self possession.“ („Er sah aus wie ein Geist. Sein Gesicht war so weiß wie das Gesicht einer Leiche, und er starrte vor sich hin, mit furchtbar fixiertem Blick. […] Sein Geist war nicht mehr auf der Bahn, er hatte alle Lebenszeichen und Selbstbeherrschung verloren.“) Er selbst sagte später dazu: „Ich habe gewonnen, aber ich habe 10 Jahre meines Lebens für einige Tausend Dollar hingegeben.“ Das New York Journal bezeichnete diese Form eines Radrennens als „verderblich für den vernünftigen Umgang mit dem Rad“ und der New York Herald schrieb von einer „Unmenschlichkeit im Namen des Sports“.
Im Jahr darauf versuchte der Präsident der New Yorker Gesundheitsbehörde, Michael C. Murphy, das Rennen zu verhindern, da es sich dabei um „eine tierische Veranstaltung handle, die sich kein weißer Mann anschauen sollte“ und bei der die Sportler unmenschlichen Anstrengungen unterworfen seien. Der Arzt, der den als Karl Müller in Deutschland geborenen Fahrer Charles Miller nach dessen Sieg im Vorjahr untersucht hatte, versicherte hingegen, dieser habe sich in guter körperlicher Verfassung befunden. Allerdings soll sein Vorsprung vor den anderen Fahrern so groß gewesen sein, dass er sich zwischendurch mehrere Stunden Schlaf gönnen konnte. Das Rennen im Jahr 1898 fand wie geplant statt, und Miller gewann erneut.
| Jahr | Ort         | Name                | Meilen/Distanz |
| ---- | ----------- | ------------------- | -------------- |
| 1875 | Birmingham  | Charles Terront (?) | 6 × 12 Stunden |
| 1875 | London      | ?                   | 6 × 18 Stunden |
| 1878 | London      | William Cann        | 1060 + 5 Rd.   |
| 1879 | London      | George Waller       | 1172           |
| 1879 | Chicago     | William Cann        |                |
| 1879 | Chicago     | Charles Terront     |                |
| 1879 | Boston      | Charles Terront     |                |
| 1879 | Hull        | George Waller       | 950            |
| 1880 | London      | Charles Terront     | 1272           |
| 1880 | Hull        | Charles Terront     | 860 + 5 Rd.    |
| 1880 | Edinburgh   | Charles Terront     |                |
| 1880 | Newcastle   | William Cann        |                |
| 1881 | Melbourne   | Jack Rolfe          |                |
| 1881 | Adelaide    | Jack Rolfe          |                |
| 1882 | Sydney      | Jack Rolfe          |                |
| 1882 | Melbourne   | W. J. Press         |                |
| 1883 | Newcastle   | Tom Battensby       |                |
| 1883 | Aberdeen    | George Waller       |                |
| 1883 | Sydney      | Jack Rolfe          |                |
| 1884 | London      | J. Birt             |                |
| 1885 | Memphis     | Morgan              |                |
| 1885 | Chicago     | Albert Schock       |                |
| 1886 | Minneapolis | Albert Schock       | 1009 + 3 Rd.   |
| 1886 | Minneapolis | Jack Prince         |                |

| Jahr | Ort                   | Name                | Meilen/Distanz |
| ---- | --------------------- | ------------------- | -------------- |
| 1886 | Saint Paul, Minnesota | Albert Schock       | 923            |
| 1886 | Minneapolis           | W. J. Morgan        |                |
| 1887 | Newcastle             | Tom Battensby       |                |
| 1887 | Minneapolis           | Albert Schock       | 1409           |
| 1887 | Edinburgh             | John Dunlop Lumsden |                |
| 1887 | New York              | Albert Schock       |                |
| 1888 | Newcastle             | Tom Battensby       |                |
| 1888 | Philadelphia          | I. Dingley          | 900            |
| 1890 | Minneapolis           | Bill Martin         | 6 × 20 Stunden |
| 1890 | Wolverhampton         | H. Higham           |                |
| 1890 | Newcastle             | English             |                |
| 1890 | Melbourne             | Sam Clark           |                |
| 1890 | London                | Charles Terront     |                |
| 1891 | New York              | Bill Martin         | 1466,7         |
| 1891 | Minneapolis           | Bill Martin         |                |
| 1891 | Edinburgh             | John Dunlop Lumsden |                |
| 1891 | Boston                | Charles Ashinger    | 752            |
| 1892 | Edinburgh             | W. Parkes           |                |
| 1892 | New York              | Charles Ashinger    | 1022 + 7 Rd.   |
| 1892 | Minneapolis           | Bill Martin         |                |
| 1892 | Chicago               | Charles Ashinger    | 727 + 1 Rd.    |
| 1893 | Glasgow               | John Dunlop Lumsden |                |
| 1893 | New York              | Albert Schock       |                |

| Jahr | Ort           | Name             | Meilen/Distanz |
| ---- | ------------- | ---------------- | -------------- |
| 1893 | Minneapolis   | Albert Schock    |                |
| 1894 | Washington    | Frank Waller     |                |
| 1894 | Pittsburgh    | Frank Waller     |                |
| 1894 | Philadelphia  | Charles Ashinger |                |
| 1895 | New York      | Albert Schock    | 2261           |
| 1896 | New York      | Teddy Hale       | 1910 + 8 Rd.   |
| 1896 | Washington    | Frank Waller     | 871 + 5 Rd.    |
| 1896 | Boston        | Robert Walthour  |                |
| 1897 | New York      | Charles Miller   | 2093 + 4 Rd.   |
| 1897 | Pittsburgh    | Harry Elkes      |                |
| 1897 | Chicago       | Fred Schineer    |                |
| 1897 | Nashville     | Robert Walthour  |                |
| 1897 | Detroit       | George Dench     |                |
| 1897 | Cleveland     | H. Wood          |                |
| 1897 | Boston        | Tom Barnaby      |                |
| 1897 | Pittsburgh    | Frank Waller     |                |
| 1897 | Washington    | Albert Schock    |                |
| 1898 | New York      | Charles Miller   | 1962           |
| 1898 | Houston       | Charles Miller   |                |
| 1898 | Dayton        | Woody Headspeth  |                |
| 1899 | San Francisco | Charles Miller   |                |
| 1899 | Memphis       | Robert Walthour  |                |

#### Sechstagerennen für Frauen

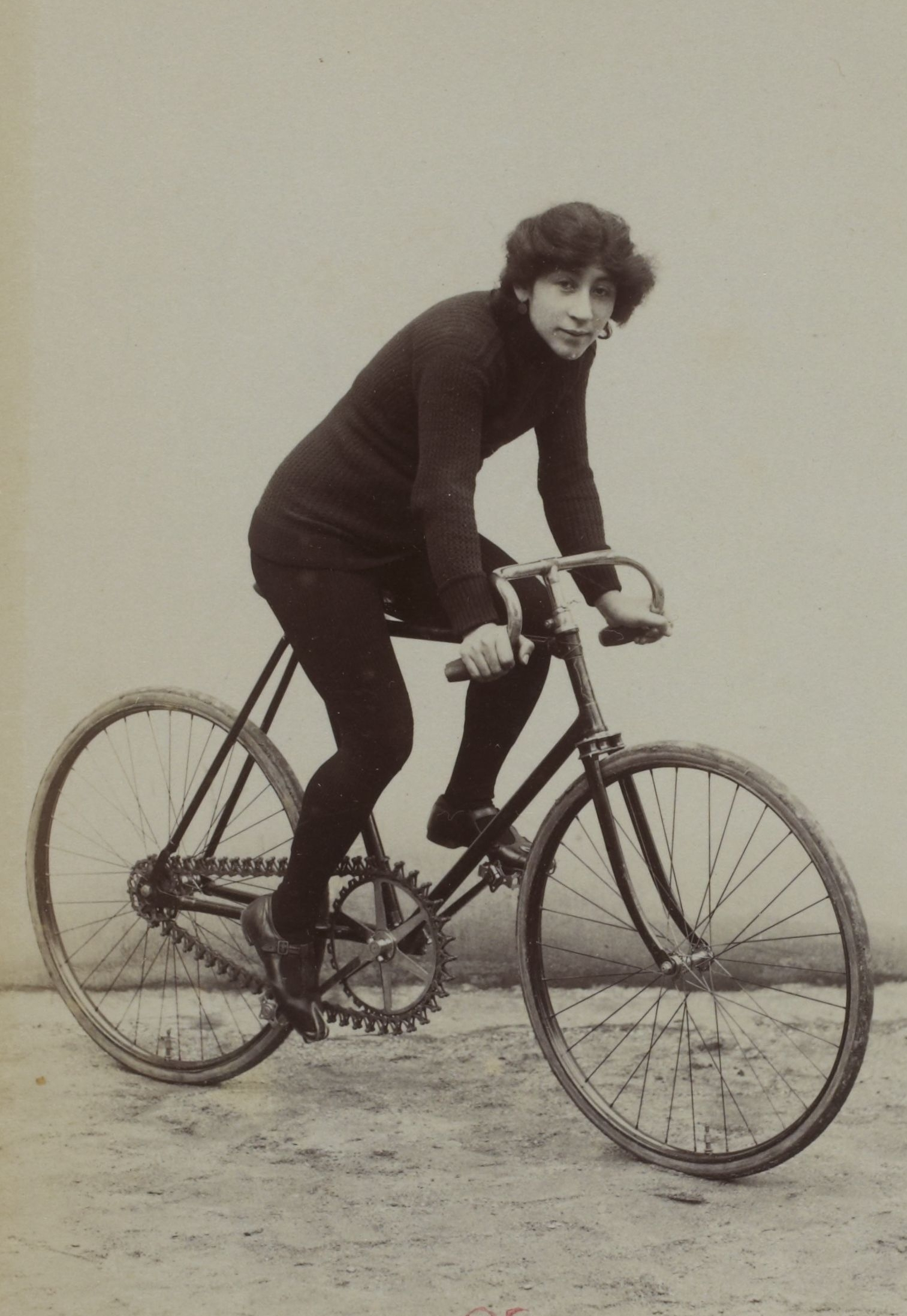
Die französische Sechstagefahrerin Aboukaïa

In den 1880er und 1890er Jahren wurden Sechstagerennen für Frauen veranstaltet, die allerdings nur spärlich und lückenhaft dokumentiert sind. Zudem ist unklar, welche Art Rennen als solche bezeichnet wurden. Es liegen lediglich Informationen von Frauenrennen in den Vereinigten Staaten sowie Großbritannien vor, in anderen Ländern scheint es keine derartigen Veranstaltungen gegeben zu haben. Es ist verbürgt, dass in den Vereinigten Staaten ab Ende der 1880er Jahre Sechstagerennen für Frauen veranstaltet wurden. Das erste, von dem Berichte bekannt sind, fand vom 11. bis 16. Februar 1889 im Madison Square Garden statt, bei dem elf Fahrerinnen starteten. Darunter befand sich Elsa van Blumen, die im Vorabbericht als „present champion“ angekündigt wurde, so dass es offensichtlich zuvor schon in den USA Titelkämpfe im Radsport für Frauen gegeben haben muss.
1895 gab es das erste „Sechstagerennen“ mit weiblicher Beteiligung in Großbritannien, im Jahr darauf ein Zwölf-Tage-Rennen und wiederum ein Jahr später sogar zwei hintereinander ausgetragene Zwölf-Tage-Rennen, deren Resultate zusammengefasst wurden. Siegerin des Zwölf-Tage-Rennens im Jahre 1896 war die belgische Weltmeisterin und Stundenweltrekordlerin Hélène Dutrieu, die später als Luftfahrt-Pionierin Ruhm erlangte. Mehrfach gewann in London Monica Haarwood, die 1896 erst 16 Jahre alt war. Eine äußerst erfolgreiche Fahrerin in den USA war Frankie Nelson, deshalb auch Queen of the Sixes genannt. Manche Fahrerinnen starteten nicht unter ihrem bürgerlichen Namen, sondern trugen Pseudonyme wie Mlle Grace oder Mlle Aboukaïa.
In der Regel mussten die Teilnehmerinnen täglich nur zwei bis vier Stunden fahren, und die gefahrenen Kilometer wurden addiert. Es siegte die Fahrerin, die in der vorgegebenen Zeit die größte Distanz zurückgelegt hatte. Die Fahrerinnen bei den britischen Veranstaltungen waren zumeist Britinnen und Französinnen, und die Rennen wurden deshalb zu einem Wettbewerb „England gegen Frankreich“ hochstilisiert.
In den folgenden Jahren wurden sowohl in den USA wie in Großbritannien weitere Sechstagerennen ausgerichtet, in Großbritannien sind gar mehrere im selben Jahr belegt, über die Zeit nach 1902 liegen jedoch keine Informationen mehr vor, dass weiterhin solche Veranstaltungen ausgerichtet worden waren. Im Jahr darauf wurde ein beliebter Veranstaltungsort für die Frauenrennen, das neben Westminster Abbey gelegene Royal Aquarium, abgerissen.
In der Regel handelte es sich bei den Sechstagerennen für Frauen um Rennen auf einer Hallenradrennbahn, die zwar über mehrere Tage gingen, aber täglich nur einige Stunden stattfanden. Die Bezeichnung Sechstagerennen war im eigentlichen Sinne deshalb nicht zutreffend, auch wenn diese Rennen „Sixes“ genannt wurden.
Seit 2012 werden beim Bremer Sechstagerennen Wettbewerbe für Frauen ausgetragen.

### Zweier-Rennen in den USA und in Europa

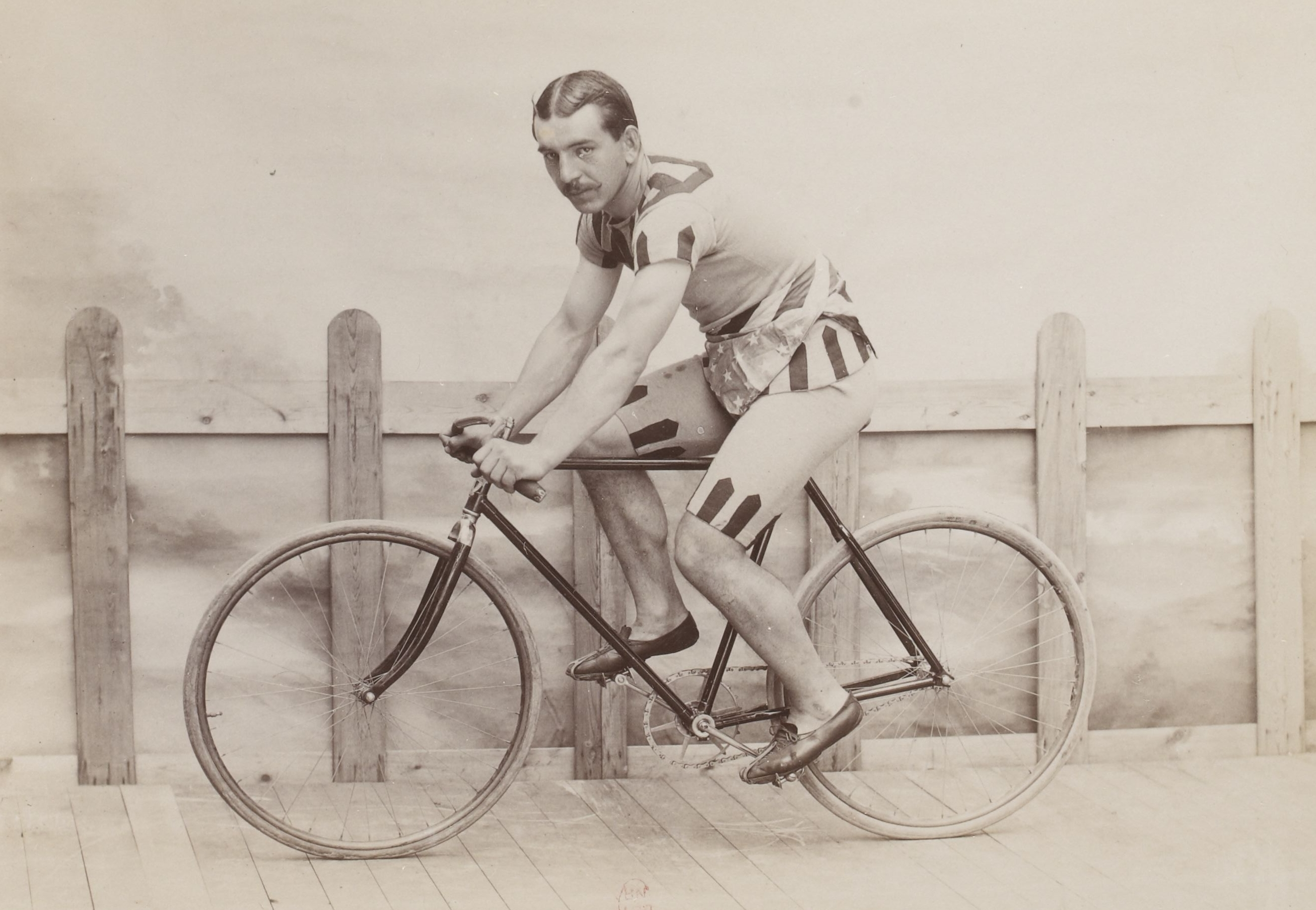
Charles Miller, Sechstage-Star der ersten Jahre

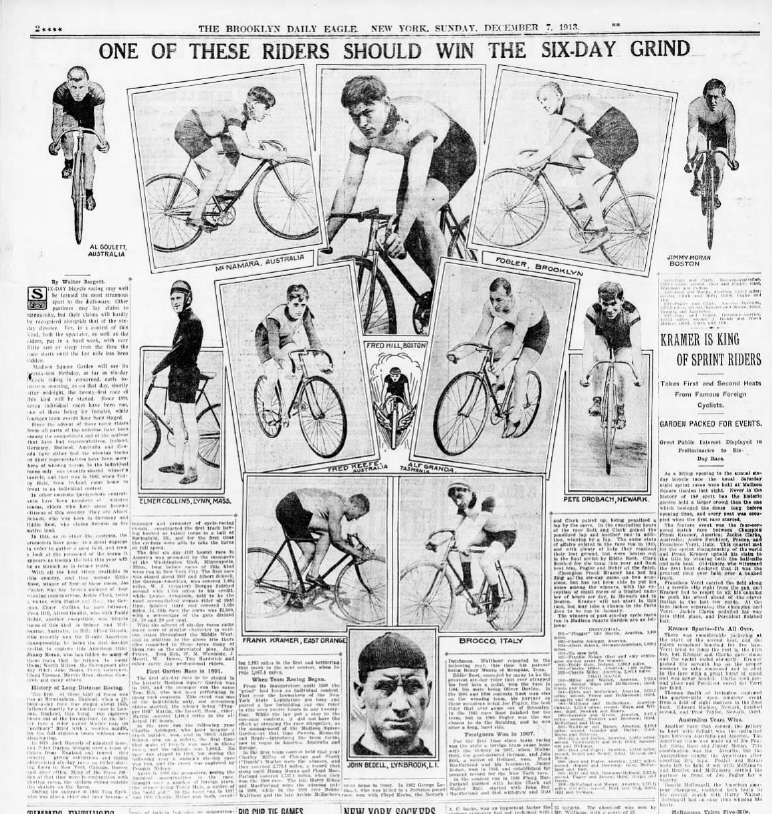
Vorbericht zum New Yorker Sechstagerennen 1913 im Brooklyn Daily Eagle

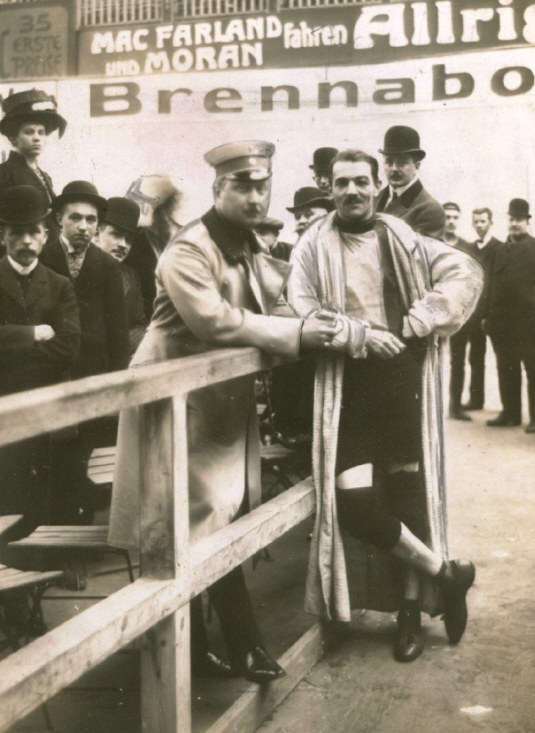
Der Deutsche Thaddäus Robl mit Kronprinz Wilhelm beim Berliner Sechstagerennen 1909

Sechstagerennen mit einzelnen männlichen Fahrern erwiesen sich mit den Jahren als zunehmend unattraktiv für die Zuschauer. Um für Publicity zu sorgen, verbreiteten die New Yorker Veranstalter 1898 in der Presse die Meldung, dass Fahrer aufgrund der unmenschlichen Anstrengung wahnsinnig geworden seien. Die Zuschauer wollten sich selbst ein Bild machen, so dass der Madison Square Garden tags darauf gut besucht war. Auf Dauer sah man aber im Einzelwettbewerb keine Möglichkeit, das Publikum zu begeistern. Im Jahr darauf nahm man die Bedenken gegen das Solo-Sechstagerennen ernst, und die Behörden ordneten an, dass ein Fahrer nur noch zwölf Stunden täglich fahren dürfe. Der Impresario des Garden, William A. Brady, hatte daraufhin die Idee, künftig statt einem Fahrer eine Mannschaft aus zwei Fahrern starten zu lassen, unter der Bedingung, dass sich immer einer der beiden Fahrer auf der Radrennbahn befinden müsse.
Das erste Sechstagerennen mit Zweier-Mannschaften gewann Charles Miller, gemeinsam mit Frank Waller, einem gebürtigen Münchener und erfahrenem Sechstage-Fahrer, der 16 Jahre älter war als der ebenfalls deutschstämmige Miller. In den Zeitungen wurde das Rennen als Six-day grind (Sechstage-Schinderei) angekündigt.
Da die Rennen mit Zweier-Mannschaften erstmals im Madison Square Garden stattfanden, wird die Bahnradsportdisziplin Zweier-Mannschaftsfahren seitdem auch Madison oder Américaine genannt (was zur Folge hat, dass der vierte Präsident der USA und Namensgeber des Madison Square, James Madison, zu dessen Lebzeit es noch keine Fahrräder gab, indirekt Namensgeber einer Radsportdisziplin wurde).
In Europa wurde das erste Sechstagerennen mit Zweier-Mannschaften am 15. März 1909 in den Ausstellungshallen am Berliner Zoo ausgetragen. Zwar hatte schon 1906 ein Sechstagerennen in Toulouse stattgefunden, das aber wegen seiner Austragung auf einer offenen Bahn von der Radsportgeschichtsschreibung als solches ignoriert wird. In Berlin konkurrierten 16 Mannschaften 144 Stunden lang auf einer 150 Meter langen Holzbahn um den mit 5000 Goldmark dotierten Sieg, den sich die US-Amerikaner Floyd MacFarland und Jimmy Moran teilten. In einem zeitgenössischen Sportbuch heißt es:

„Sechstagerennen? Was ist das? Ist es Sport, ist es Spiel, ist es ein Wunder oder ist es ein Wahn, eine Notwendigkeit, ein Übel oder ein notwendiges Übel? Vielleicht von jedem etwas in seiner Grundform, jedenfalls ein Spiegelbild des Kampfes, den wir bewusst und unbewusst im täglichen Leben führen. Alles, was wir in unserem Dasein erfahren an Gutem und Bösem, an Auf und Nieder, an Hoffnungen und Enttäuschungen, an Erfüllung und Erlösung spielt sich im Rahmen eines Rennens ab, das, über eine Arbeitswoche sich hinziehend, das Letzte von dem verlangt, der in diesem Kampf gegen die anderen, gegen die Müdigkeit, gegen die Schlange des Versagens und Verzagens Sieger bleiben will.“

Vier Jahre später organisierte der Sieger von Berlin, MacFarland, mit Erfolg das erste Sechstagerennen in Paris. Im mit 20.000 Zuschauern ausverkauften Vel’ d’Hiv’ waren zahlreiche Prominente, darunter Henri de Rothschild, der ein Preisgeld von 600 Francs, und die Tänzerin Mistinguett, die 1000 Francs aussetzte. Im Fahrerfeld befanden sich populäre Rennfahrer wie Émile Friol, Émile Georget, der Deutsche Walter Rütt, der Däne Thorvald Ellegaard und der französische Tour-de-France-Sieger Louis Trousselier.
Sechstagerennen – „ein kleines, geschlossenes Soziotop der Vertreter der neureichen Halbwelt und ein wichtiges soziales Ereignis für ein aufstrebendes, radsportkundiges Proletariat dazu“ – entwickelten sich nicht nur in Berlin und Paris zu einem gesellschaftlichen Ereignis, zumal die erste Austragung in der deutschen Hauptstadt von Kronprinz Wilhelm besucht worden war: „Oben in den Logen des Sportpalastes vergnügt sich die feine Gesellschaft. Die Männer standesgemäß in Frack gekleidet, die Damenwelt in tief ausgeschnittenem Abendkleid gewandet und beide gemeinsam üppig mit Champagner ausgestattet. Unten auf den billigen Plätzen, dem sogenannten Heuboden, trifft sich die Arbeiterschaft und tobt sich dort bierselig aus.“
Noch 1907 hatte sich der Journalist und Radsport-Funktionär Fredy Budzinski über den fehlenden sportlichen Wert von Sechstagerennen ereifert:

„Schon aus diesem Grunde kann ein Sechstage-Rennen, so bewunderungswürdig die Energie der Fahrer auch ist, nicht als ein sportliches Schauspiel angesehen werden und wir wollen nicht böse sein, dass uns die Polizei ein solches Rennen vorenthält. […] Mit natürlichen Kräften kann sich keiner der Fahrer sechs Tage lang aufrecht erhalten [sic]. Alle Fahrer ohne Ausnahme greifen zu Dopping [sic]. Alles, was sie zu sich nehmen, enthält Gift. Der Körper wird durch diese Reizmittel immer wieder aufgepeitscht und die Reaktion bleibt natürlich nicht aus. Stürze, die sich am vierten oder fünften Tage ereignen, verlaufen besonders schlimm, denn zu den Folgen der Verletzung tritt ausser der Erschöpfung des Fahrers die Nachwirkung des Dopping [sic].“

Nur wenige Jahre später hatte sich Budzinski jedoch zu einem großen Fan der Veranstaltung gewandelt, und 1914 führte er die Punktewertung für das Zweier-Mannschaftsfahren ein, die deshalb lange Zeit als „Berliner Wertung“ bekannt war: Bei Wertungsspurts musste um Punkte gekämpft werden, deren Anzahl die Platzierung der Mannschaften am Ende des langen Rennens bestimmte. Sie machte das Rennen interessanter und erwies sich als entscheidend für die weitere Entwicklung des Zweiermannschafts-Fahrens von einer reinen Sechstagedisziplin hin zu einer offiziellen Bahnrad-Disziplin. In die USA gelangte dieses Wertungssystem durch MacFarland. Die Zeitung Illustrierter Radrenn-Sport beschrieb das System: „So ließ man in Berlin […] am Schluß des Rennens die noch zusammenliegenden Mannschaften 10 Wertungsspurts ausfahren und ermittelte auf diese Weise die siegende Mannschaft. Dieses Verfahren […] wurde […] in Amerika schließlich soweit ausgebaut, daß während des letzten Newyorker Sechstage-Rennens nicht weniger als 195 Wertungskämpfe ausgefahren wurden.“
Schon beim ersten Rennen 1875 war von der Unterstützung durch Mittel wie „Schnaps, Zaubertränke aus Koffein, Heroin, Nitroglyzerin und anderen Geheimsubstanzen“, also Doping, die Rede. Beim Sechstagerennen 1893 notierte ein Arzt:

„Die Ausdauer der Fahrer ist bewunderungswürdig. Der Radler, der den dritten Rang belegte, war am Abend des vierten Tages so erschöpft, daß er um die Erlaubnis bat, aus der Konkurrenz auszuscheiden. Dies wurde ihm jedoch verweigert, und alle zwei Stunden gab ich ihm ein halbes Grain Coffein, daß eine zauberhafte Wirkung hervorbrachte.“

1909 antwortete der Fahrer Walter Rütt auf die Frage nach Doping ausweichend: „Ich kann allerdings nicht beschwören, ob mir mein Manager nicht etwas in die Speisen getan hat, was mich widerstandsfähiger machte.“ Dass gedopt wurde, war ein offenes Geheimnis. So schrieb Fredy Budzinski über den amerikanischen Fahrer Robert Walthour: „Er sowohl als auch sein Partner Collins huldigten dem Doping in recht umfangreichem Masse. Die amerikanischen Manager haben übrigens ein neues Mittel gefunden, um die Fahrer bei Kräften zu halten. Das Mittel nennt sich Oxigen und hat allen Teilnehmern gute Dienste geleistet.“ Auch in späteren Jahren berichtete Budzinski von der Einnahme leistungssteigernder Mittel bei Sechstage-Rennen.

### Zwischen den Kriegen

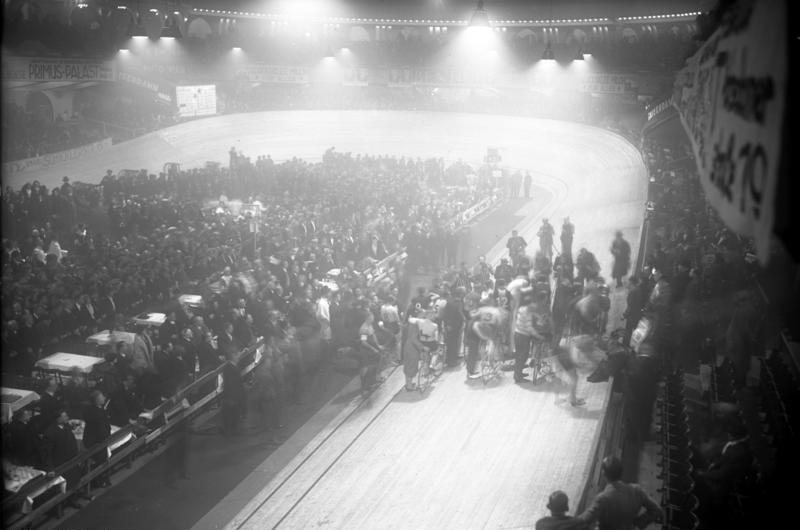
Das Berliner Sechstagerennen im Jahre 1932

In Deutschland erlebten die Sechstagerennen einen besonderen Aufschwung ab der Währungsreform im Jahre 1924 in den sogenannten „Goldenen Zwanzigern“, für deren Lebensfreude die Sechstagerennen mit Radrennen, Musik und Unterhaltung wie geschaffen schienen. Das Interesse war derart groß, dass sich die Berichterstattung im Illustrierten Radrenn-Sport über mehrere Seiten erstreckte, auf denen jede einzelne Aktion der Fahrer minutiös geschildert wurde.
In manchen Jahren wurden allein in Berlin wegen der großen Popularität zwei, im Jahre 1926 sogar drei Sechstagerennen veranstaltet. Heimstatt des Berliner Sechstagerennens war der „Sportpalast“, seine Hymne der „Sportpalastwalzer“ und sein Patron Reinhold Habisch, genannt „Krücke“, der die Pfiffe zur Musik erfand und für Stimmung auf dem „Heuboden“ – wie die billigsten Plätze weit oben genannt wurden – sorgte. Sportlicher Höhepunkt war der „Streckenrekord“ über 4544,2 Kilometer von Franz Krupkat und Richard Huschke im Jahre 1924. 1925 berichtete die Bundes-Zeitung: „Das 13. Berliner Sechstagerennen hat bereits am vierten Tag alle Besucherrekorde der deutschen Sechstage-Rennen geschlagen und am sechsten Tage den Rekord von New-York (!) erreicht.“ Die Eintrittskarten waren so gefragt, dass gefälschte Tickets in den Umlauf gebracht wurden. Es waren allerdings weder die absoluten Zahlen von New York noch von Berlin genannt.
Teile von linken und rechten Kreisen lehnten aus ideologischen Gründen Profisport und somit auch Sechstagerennen als „Zirkus“ oder „Artistik“ ab, da es zudem bei den Rennen auch immer wieder zu Schiebungen und Bestechungen kam. Der Journalist Rolf Nürnberg wollte diesen Vorgängen allerdings nicht zu viel Bedeutung beimessen: „Sie wissen beinahe instinktiv, diese Sechstagematadore, dass das Publikum sich mitunter gern betrügen läßt […]. Die Leistungen aber bleiben bestehen […].“ Beim 20. Berliner Sechstage-Rennen 1928 kam es zu einem Skandal, als Notizen darüber gefunden wurden, welche Beträge der Fahrer Piet van Kempen seinen Konkurrenten bezahlt hatte, damit sie ihn gewinnen ließen.
Öffentliche Kritik erfolgte trotz oder gerade wegen des massenhaften Zulaufs, den besonders das Sechstage-Spektakel im Berliner Sportpalast hatte. „Die einhellige Meinung – wenn auch aus unterschiedlichen Beweggründen heraus – von bürgerlichen Sportvertretern, Mitgliedern christlicher Gruppierungen und Arbeitersportlern bestand darin, dass die zu fördernden eigentlichen Qualitäten der universellen Idee des Sports ausschließlich im Amateurismus, nicht jedoch im kapitalistischen Berufssport zu finden seien. Es bestände durch das bezahlte Artistentum die Gefahr, dass sich die Deutschen über den im Sport propagierten ‚Rekordfimmel‘ immer weiter von ihrer Kultur entfremden würden und dabei nicht realisieren, daß der Sport instrumentalisiert worden ist.“ Budzinski war hingegen der Meinung, dass Kraftleistungen der Jugend am meisten imponierten, und ein Sechstage-Rennen eine ganze Reihe männlicher Tugenden auslöse, „denn Mut, Entschlossenheit, Energie und Tatkraft geben hier den Ausschlag“.
Auch im New Yorker Madison Square Garden hielt der Zulauf der Zuschauer an. Zu den sechs Tagen des Rennens kamen rund 100.000 Zuschauer. Der Veranstalter John Chapman senkte auf dem Hintergrund der wirtschaftlichen Situation die Eintrittspreise sowie die Gagen der Fahrer; hatten diese in den 1920ern noch Gelder zwischen 100 und 1000 Dollar erhalten, bekamen sie jetzt nur noch Gagen zwischen 50 und 300 Dollar, und die Preisgelder wurden um die Hälfte auf 25.000 Dollar gekürzt. Das gesamte Rennen hatte ein Budget von 75.000 Dollar. 1936 notierte Klaus Mann in sein Tagebuch: „[…] die (prächtige) Vicky Baum getroffen, Rolf Nürnberg und Ilse Riess dazu […] Zusammen zum 6-Tage-Rennen, Madison Square Garden. Immer ganz reizvolle Atmosphäre, aber nicht so gut wie in Berlin. – 3 Uhr.“
In Fredy Budzinskis Archiv in der Sporthochschule Köln ist eine Liste aus den 1920er Jahren mit Prämien für die Fahrer erhalten, die für die Wertungssprints einer Veranstaltung insgesamt ausgelobt waren: 100.000 Zigaretten, je 370 Flaschen Wein und Sekt, 180 Flaschen Cognac, 25 Kisten Bücklinge, 20 Kisten Harzer Käse, 4 Zentner Zucker, 48 Bratenten, eine Schlafzimmereinrichtung, 13.500 deutsche Mark sowie 150 amerikanische Dollars. Im Jahre 1924 gab es auch ein lebendes Schwein zu gewinnen. Diese Prämien wurden für Überrundungen, Spurtrunden oder einfache Spurts ausgeschrieben. Teilweise übernahm der Veranstalter die verschiedenen Prämien, aber auch Sponsoren, die durch das Stiften von Geld- und Sachpreisen für ein 6-Tage-Rennen dieses als Werbeplattform nutzen konnten. Darüber hinaus gab es Privatpersonen, die als Liebhaber des Sports Prämien stifteten. Sie dienten dazu, einen Anreiz für die Fahrer zu schaffen, das Rennen aktionsreicher und spannender zu gestalten.
In Deutschland waren die Sechstagerennen – „dieses seltsame, fragwürdige Zwitterding zwischen Sport und Varieté“ – den Nationalsozialisten ein Dorn im Auge, diese aus den USA importierte, angeblich hauptsächlich von Juden organisierte Mischung aus verfemten Berufssport und Vergnügen. So schrieb am 23. November 1933 Herbert Oberscherningkat, Sportredakteur der nationalsozialistischen Tageszeitung Der Angriff: „Wer einen Blick hinter die Kulissen werfen durfte, weiß, daß es in erster Linie Juden waren, die als Veranstalter auftraten. In der Zeit der größten jüdischen Machtausbreitung standen in Deutschland die Sechstagerennen am höchsten im Kurs.“ Die Behauptung, das Sechstage-Geschäft werde vorwiegend von Juden betrieben, war nicht zutreffend.
Rund ein Jahr nach der Machtergreifung durch die Nationalsozialisten, am 1. Januar 1934, erließ der Deutsche Radfahrer-Verband (DRV) neue Wettkampfrichtlinien für Sechstagerennen: Die Fahrergagen wurden vereinheitlicht, es durfte nicht mehr rund um die Uhr gefahren werden, und Trikotwerbung war untersagt. Zwei schon geplante Rennen fanden 1934 noch statt: Das Dortmunder Rennen war recht gut besucht, das Berliner allerdings endete im finanziellen Fiasko, da es vor leeren Tribünen stattfand. Die Stars, insbesondere die ausländischen, die bis dahin je nach Attraktivität weitaus höhere Antrittsgagen erhalten hatten, waren nicht bereit gewesen, zu den neuen Konditionen zu starten. An einem Rennen mit mittelmäßigen Rennfahrern hatten die Zuschauer jedoch kein Interesse, zudem fehlte ihnen der Kitzel des „Rund-um-die-Uhr-Fahrens“, das sie ja gerade so fasziniert hatte. Auch durfte der „Sportpalastwalzer“ nicht mehr gespielt werden, da sein Komponist Siegfried Translateur Jude war.
Der Veranstalter des letzten Sechstagerennens vor dem Krieg, Direktor Hoppe, erklärte im Interview, der Misserfolg habe ihn über 30.000 Mark gekostet und sei in der Hauptsache auf das neue Reglement zurückzuführen, „das wohl gut gemeint“, aber völlig verfehlt sei, und forderte dieses wieder abzuschaffen. Dazu kam es jedoch nicht, und offenbar wagte es aus Furcht vor einem Defizit kein Veranstalter, ein weiteres Sechstagerennen zu organisieren. So wurden Sechstagerennen letztlich in Deutschland still und heimlich zu Grabe getragen. Ein ausgesprochenes Verbot lässt sich nicht belegen, und die Frage, ob sie bei einem Erfolg der neuen Regelung nicht trotzdem offiziell verboten worden wären, muss offen bleiben.
Der jüdische Komponist des Sportpalastwalzers, Siegfried Translateur, starb 1944 im KZ Theresienstadt. Reichsradsportführer Ferry Ohrtmann, für die Durchsetzung der NS-Regelungen für Sechstagerennen mitverantwortlich, war nach dem Krieg bis in die 1960er Jahre Direktor der Deutschlandhalle, nachdem ihm der Rektor der Deutschen Sporthochschule, Carl Diem, bestätigt hatte, der Reichsradsportführer Ohrtmann habe sich während der Nazi-Zeit „nicht politisch betätigt“.
Andernorts in der Welt wurden weiterhin Sechstagerennen veranstaltet, so in Amsterdam, Antwerpen, Brüssel, Buenos Aires, Buffalo, Chicago, Kopenhagen, London, Los Angeles, Montreal, New York und Paris, in den meisten europäischen Städten jedoch nur bis zum Ausbruch des Zweiten Weltkriegs. Dies zwang europäische Fahrer, bei Sechstagerennen außerhalb Europas zu starten; die deutschen Sportler indes mussten schon nach 1934 ins Ausland gehen, um Geld zu verdienen. Viele Fahrer zog es in die USA, manche nach Australien oder nach Buenos Aires, wo ab 1936 regelmäßig Sechstagerennen stattfanden. Allein dreimal gewann dort der Kölner Gottfried Hürtgen, der schließlich in Argentinien sesshaft wurde. Ein weiteres prominentestes Beispiel ist das Gespann Gustav Kilian/Heinz Vopel, das bis 1941 Sechstagerennen in den USA fuhr und dort 32 Siege errang (26 davon gemeinsam). Die Fahrer starteten im Hakenkreuz-Trikot und zeigten den Hitlergruß. Obwohl die Nationalsozialisten Sechstage-Rennen und Profiradsport ablehnten, schmückten sie sich mit den Siegen des Duos, das von Hermann Göring empfangen und 1938 wegen seines „deutschen Auftretens“ in den USA mit 5000 Reichsmark von der „Wilhelm-Gustloff-Stiftung“ belohnt wurde.

### Nach dem Zweiten Weltkrieg

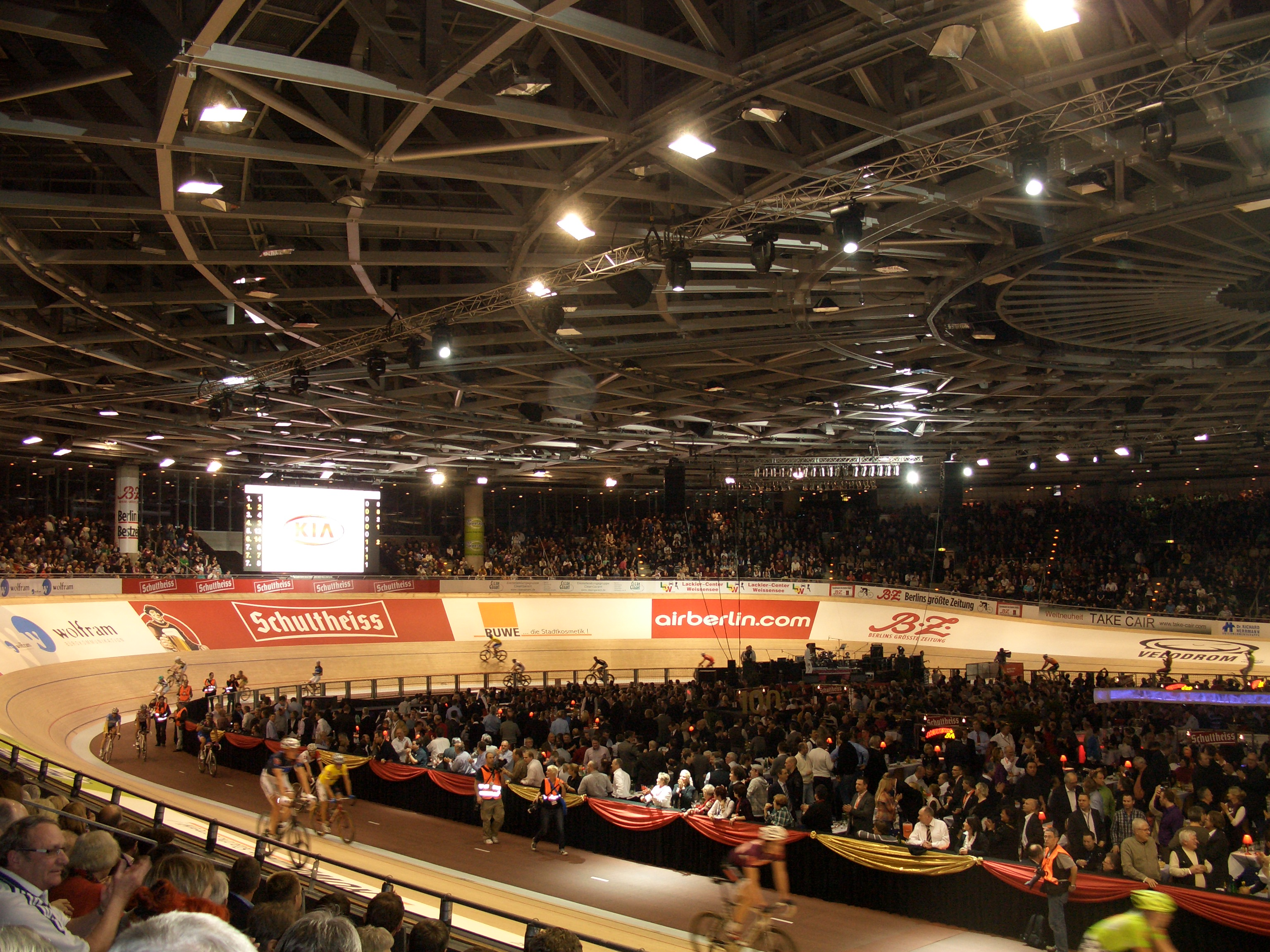
Das Berliner Sechstagerennen im Velodrom (2011)

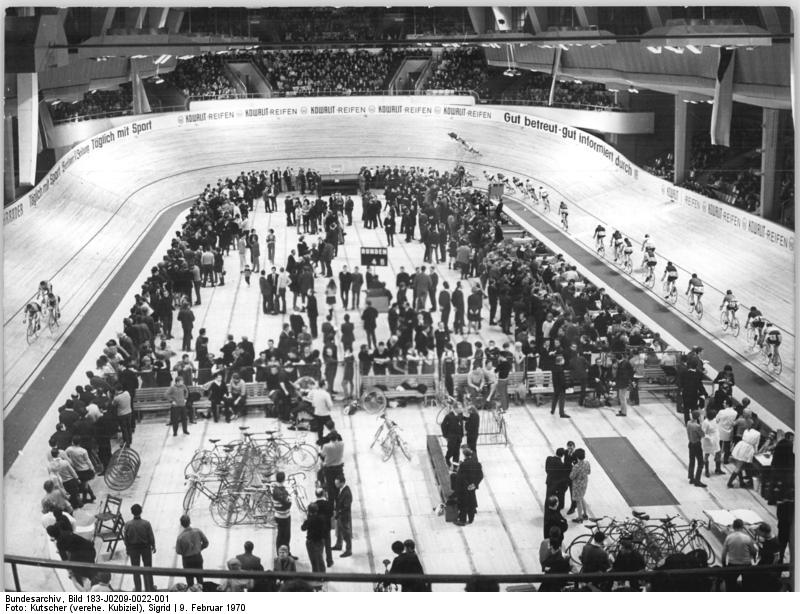
Berliner Winterbahnrennen in Ost-Berlin (1970)

Das erste Sechstagerennen in Deutschland nach dem Krieg fand vom 1. bis 7. April 1949 in München statt, gestartet von Heinz Rühmann. Andere Städte wie Berlin, Dortmund und Köln zogen im folgenden Winter nach.
In den 1950er-Jahren verloren die Zuschauer jedoch ihr Interesse an übermüdeten Rennfahrern, die lange Zeit nur der Form halber um die Bahn kreisten. So schrieb der Journalist Bernhard Skamper 1952: „Laßt die Leute von 6 Uhr morgen bis um 14 Uhr schlafen, dann haben sie auch wieder was auf dem Kasten, wenn das Publikum kommt.“

„Aber war das ein ‚Rennen‘? Während der Partner schlief, saß der andere Fahrer drei Stunden lang auf dem Rad und fuhr ‚Schlafwagen‘. Er fuhr im Trainingsanzug, saß auf einem breiten Sattel, kurbelte mit einem Bein und lenkte mit dem anderen. Man stieg zum Frühstück nicht ab, oder wenn der Friseur kam, man fuhr durch den Innenraum, das Rennen war ja neutralisiert. Die Hauptsache: man saß auf dem Rad. Nicht mehr. Das Publikum hatte nichts davon, es war ja nicht dabei.“

Ab den 1960er-Jahren wurden Auflockerungen des zuvor durchgängig ausgeführten Sechstage-Programms üblich, so etwa durch Ausscheidungsfahren, Rundenrekordfahren, ein gesondert gewertetes Mannschaftsrennen um einen Extrapreis (z. B. ein Auto) sowie Amateurrennen. Diese „Einlage-Rennen“ unterbrachen lediglich das weiterhin dominierende Zweier-Mannschaftsfahren.
Zudem wurde zunächst die (einstmals von den Nationalsozialisten angeregte) Neutralisation von 6 bis 12 Uhr eingeführt, in der jeder Fahrer drei Stunden schlafen durfte, der jeweils andere Fahrer des Gespanns jedoch weiterfahren musste. Die Halle wurde dabei von den Zuschauern geräumt. Schon damals gab es jedoch Überlegungen, diese Zeitspanne auf 6 bis 14 Uhr auszudehnen, und eine generelle Fahrpause einzulegen. Diese Idee wurde sukzessive umgesetzt, wenn auch uneinheitlich. So etwa 1965 in Frankfurt: „Die offizielle Neutralisation von 5.30 morgens bis 13:00 Uhr mittags wird durch Glockenschläge eingeläutet und beendet. Während der Neutralisation befindet sich kein Fahrer auf der Bahn.“ In Berlin hingegen musste weiterhin jeweils ein Fahrer während der Neutralisation zwischen 5 und 12 Uhr auf der Bahn sein. Zwei Jahre später wurde diese Regelung auch in Berlin eingeführt.
Ab 1954 wurde in Zürich das erste Schweizer Sechstagerennen im Hallenstadion veranstaltet. Sieger der ersten Austragung waren die Schweizer Hugo Koblet und Armin von Büren, die Lokalmatadoren der folgenden Jahrzehnte waren Fritz Pfenninger, Urs Freuler, Bruno Risi, Kurt Betschart und Franco Marvulli. Nach der 58. Austragung im Jahre 2014 wurde es eingestellt.
1961 wurde im Garden das letzte Sechstagerennen veranstaltet, nachdem es zuvor schon Unterbrechungen gegeben hatte: „Nostalgia led to the mounting of a campaign in September 1961 ro revive Six-Day racing in Madison Square Garden.“ Der ehemalige Radrennfahrer Alfred Letourneur verpflichtete ein hochkarätiges Fahrerfeld, darunter den Deutschen Rudi Altig, die Schweizer Oscar Plattner und Armin von Büren sowie den Italiener Leandro Faggin. Obwohl der Besuch gut war, endete das Rennen mit roten Zahlen, und so war die 75. Austragung des New Yorker Sechstagerennens die vorerst letzte.

### Neuere Entwicklung
Zu einem Sechstagerennen gehören aufwändige Rahmen- und Unterhaltungsprogramme, die zum Teil in Nebenhallen stattfinden, weshalb der Spruch: „Das Einzige, was stört, sind die Radfahrer“ geprägt wurde. So gehört etwa das Stimmungs-Duo Klaus und Klaus seit Jahren zum „Inventar“ des Bremer Sechstagerennens. Üblich ist es, dass ein Prominenter den Startschuss gibt, sei es Emil Jannings, Sonja Henie, Paul Hörbiger, Richard von Weizsäcker, Robert Harting, Johannes Heesters, Semino Rossi, Wladimir Klitschko oder Roger Moore. Auch die Fahrer steuern unterhaltende Einlagen bei, indem sie etwa als Sänger auftreten oder die Zuschauer beim Balustradensprint zur La Ola anfeuern. In früheren Jahrzehnten sollten männliche Besucher durch erotische Auftritte zusätzlich angelockt werden.
Wichtig ist neben Musik und anderen Darbietungen das gastronomische Angebot. So berichtete der Kölner Stadt-Anzeiger 1967:

„Die während des Sechstagerennens verspeisten 30 000 Bockwürste würden aneinandergereiht eine Schlange von 7,5 Kilometer Länge ergeben. Die Angestellten […] verkauften 200 000 Glas Bier, 90 000 Flaschen alkoholfreie Getränke, Eisbein von 420 Schweinen, 20.000 Mettbrötchen, 10.000 Speckschnitten und 2.000 Flaschen Sekt.“

Als Pendant zum West-Berliner Sechstagerennen wurden in Ost-Berlin von 1950 bis 1989 in der Werner-Seelenbinder-Halle die Winterbahnrennen ausgerichtet, allerdings ohne Showteil und Alkohol und mit Schwerpunkt auf den olympischen Radsportdisziplinen. Dort, wo sich bis 1992 die Werner-Seelenbinder-Halle befand, steht seit 1997 das Berliner Velodrom. Von diesem Standort profitiert das Berliner Sechstagerennen, das jährlich über 70.000 Besucher hat, bis heute, da ein großer Anteil der Zuschauer ehemalige Besucher der Winterbahnrennen sind – „Sportfachpublikum“, das acht Stunden lang Radsport schauen möchte.
In der heutigen Zeit beginnen Renntage in der Regel am späten Nachmittag und enden kurz nach Mitternacht; an Sonntagen wird in der Regel ein „Familientag“ veranstaltet, der morgens beginnt und besondere Attraktionen für Kinder bietet. Das Programm ist eine Mischung aus verschiedenen Radsportdisziplinen und Unterhaltungsdarbietungen. 2014 charakterisierte Die Zeit das Berliner Sechstagerennen unter dem Titel „Tour de France am Ballermann“: „Schon vor hundert Jahren schrieben Zeitungen über den ‚Zirkus des Irrsinns‘. Das Berliner Sechstagerennen gibt es immer noch. Ist es Sport? Ist es Show? Egal“.
Spektakuläre Dopingfälle bei Sechstagerennen gab es in den letzten Jahrzehnten relativ wenige. Veranstalter von Sechstagerennen betonten immer wieder, dass es bei ihnen über viele Jahre keinen Dopingfall gegeben habe, was allerdings daran gelegen haben kann, dass die Rennen über viele Jahre als „Privatveranstaltungen“ nicht unter der Ägide und somit der Kontrolle der UCI standen. 1990 wurde der Schweizer Urs Freuler in München positiv auf Nandrolon getestet, 1992 fiel der Franzose Philippe Tarantini bei zwei Rennen durch Doping auf. Ebenso wurden der Deutsche Andreas Kappes 1997, seine Landsleute Carsten Wolf 1998 und Guido Fulst 2001 und der Franzose Robert Sassone 2003 des Dopings überführt. Zuletzt fiel 2008 der Belgier Iljo Keisse wegen Dopings auf. Er wurde für zwei Jahre gesperrt, obwohl der belgische Verband versuchte, diese Sperre zu verhindern.
Im Winter 2016/17 wurden vier Wettbewerbe – Amsterdam, Berlin, Kopenhagen und London – von dem Londoner Unternehmen Madison Sports Group zu einer Serie zusammengefasst, bei der feste Paarungen Punkte sammeln und bei einem Finale in der Palma Arena auf Mallorca eine Siegprämie von 30.000 Euro erringen können. Die Serie wurde zum Teil im Fernsehen live übertragen.

## Durchführung und Reglement

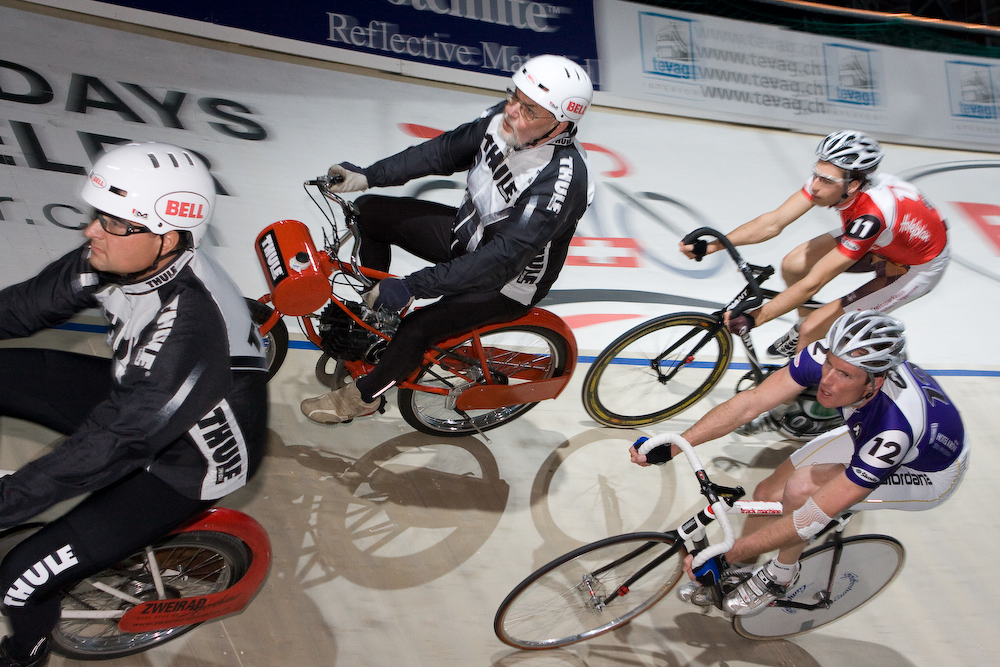
Ein Derny-Rennen während des Zürcher Sechstagerennens (2007)

War es viele Jahre den Veranstaltern überlassen, wie ein Sechstagerennen gestaltet und gewertet wurde, gibt es seit 2007 vom Weltradsportverband UCI vorgegebene Regeln, wonach sie auch den Anti-Doping-Regeln des Verbandes unterworfen sind.
So ist vorgeschrieben, dass bei einem Sechstagerennen mindestens 24 Stunden für das Rennprogramm vorgesehen werden, also durchschnittlich vier Stunden pro Renntag. Dieses Programm besteht aus verschiedenen Bahnrad-Wettkämpfen für die Zweier-Mannschaften, deren Abfolge und Kombination je nach Austragungsort variieren; die einzelnen Rennen tragen meist Namen von Sponsoren. Je zwei Fahrer (bei einigen Veranstaltungen, beispielsweise Stuttgart, Rotterdam, Zürich wurde auch in Dreier-Mannschaften gefahren) bilden ein Team und tragen Trikots in gleicher Farbe mit identischen Rückennummern, eine in Rot und eine in Schwarz. Oftmals tragen auch die Teams den Namen eines Sponsors.
Das Herzstück des Rennens bilden die nach dem Reglement des Zweier-Mannschaftsfahrens ausgetragenen „Jagden“ über 30 und 60 Minuten oder eine bestimmte Rundenanzahl (so genannte „große“ und „kleine“ Jagden). Nur bei diesen können Rundengewinne erzielt werden, indem ein Fahrer dem Feld wegfährt und wieder zu diesem aufschließt. Daneben werden Dernyrennen, Punktefahren, Ausscheidungsfahren und weitere Wettbewerbe ausgetragen. In jeder Disziplin kann eine bestimmte Anzahl an Punkten errungen werden. Die Punktewertung wird dazu verwendet, Mannschaften mit der gleichen Rundenzahl im Klassement einzuordnen. Die Teams mit der größten absolvierten Rundenzahl liegen in der sogenannten „Nullrunde“, liegen mehrere Teams beisammen in dieser Nullrunde, entscheidet die Punktzahl über die Rangfolge; dasselbe Prinzip gilt für die Teams mit „-1 Runde“ usw.
Im weiteren Programm werden Sprint- und Steherrennen, in denen Spezialisten gegeneinander antreten, sowie Wettbewerbe für Frauen, U23-Fahrer (UIV-Cup), Junioren und für Paracyclisten durchgeführt. Da auch für einige dieser Wettbewerbe seit 2007 UCI-Punkte vergeben werden, wie etwa für die der U23, Junioren und Frauen, sind diese inzwischen sportlich aufgewertet.

### Wertungen
Die Anzahl der in den einzelnen Wettbewerben zu vergebenden Punkte unterscheidet sich nach ihrer Bedeutung und ist im Reglement des Weltradsportverbandes UCI fest vorgeschrieben.
- Wertungssprints: 5, 3, 2, 1 Punkte; doppelte Punktzahl bei maximal sechs Wertungssprints in der Schlussstunde des Sechstagerennens
- Mannschaftswettbewerbe (Madison, Teamausscheidungsfahren, Teamzeitfahren): 20, 12, 10, 8, 6, 4 Punkte.
- Einzelwettbewerbe (Punktefahren, Ausscheidungsfahren, Rundenrekordfahren, Dernyrennen, Scratch, Keirin): 10, 6, 5, 4, 3, 2 Punkte.
- Wenn (wie vor allem bei Dernyrennen) nicht alle Teams in einem Lauf teilnehmen können, beträgt die Punktzahl zwischen 15, 10, 8, 6, 4, 2 bei Teamwettbewerben und 5, 4, 3, 2, 1 Punkten bei Einzelwettbewerben.

Es können in den Jagden Rundengewinne durch Überrundung des gesamten Fahrerfeldes erzielt werden. Sieger ist die Mannschaft „in der Nullrunde“ mit den meisten Punkten. Das bedeutet, dass Rundengewinn vor Punktgewinn geht; unter den Mannschaften, die rundengleich in Führung liegen (= „Nullrunde“), gewinnt die mit den meisten Punkten. So liegt eine Mannschaft mit 20 Rundengewinnen und 150 Punkten vor einer Mannschaft mit 18 Rundengewinnen und 300 Punkten. Sobald letztere die zwei fehlenden Rundengewinne schafft, liegt sie vorn.
Nach dem Reglement des Weltradsportverbandes UCI für Sechstagerennen werden für je 100 Punkte zusätzlich Rundengewinne vergütet. Diese Regelung gilt nur bis zur letzten „Jagd“ der Schlussnacht, bei der Wertungen mit doppelter Punktzahl ausgefahren werden.
Zu den Punkten, welche in den oben aufgeführten Madisons und Sonderwettbewerben erzielt werden, werden die Punkte aus den sogenannten Wertungen gerechnet. Ursprünglich wurden Punkte alleine in diesen Wertungen vergeben. Dabei werden zu vorher festgelegten Zeitpunkten (nach Runden gerechnet) Punktewertungen ausgefahren. Die Mannschaft, deren Fahrer als erster den Zielstrich in der betreffenden Runde erreicht, erhält 5 Punkte, die folgenden 3, 2, 1 Punkte.
Zum Teil werden auch Wertungssprints in Madisons integriert.
- Bei Madisons innerhalb des Sechstagerennens gilt bei gleicher Rundenanzahl diejenige Mannschaft als Sieger, die in den Wertungssprints die meisten Punkte erzielt hat, also nicht notwendigerweise die Mannschaft, die den Schlusssprint gewinnt. Diese Wertungspunkte sind also nur Berechnungsgrundlage für das Madison und nicht für die Gesamtwertung. Die bestplatzierten Teams erhalten aber Punkte nach obigem Schema.
- In der letzten „Jagd“ eines Sechstagerennens erfolgen die Wertungen mit doppelter Punktzahl (10, 6, 4, 2 Punkte). Diese zählen voll zur Gesamtwertung wie normale Wertungspunkte auch. Überdies können hier Rundengewinne erzielt werden.

### Zweier-Mannschaftsfahren

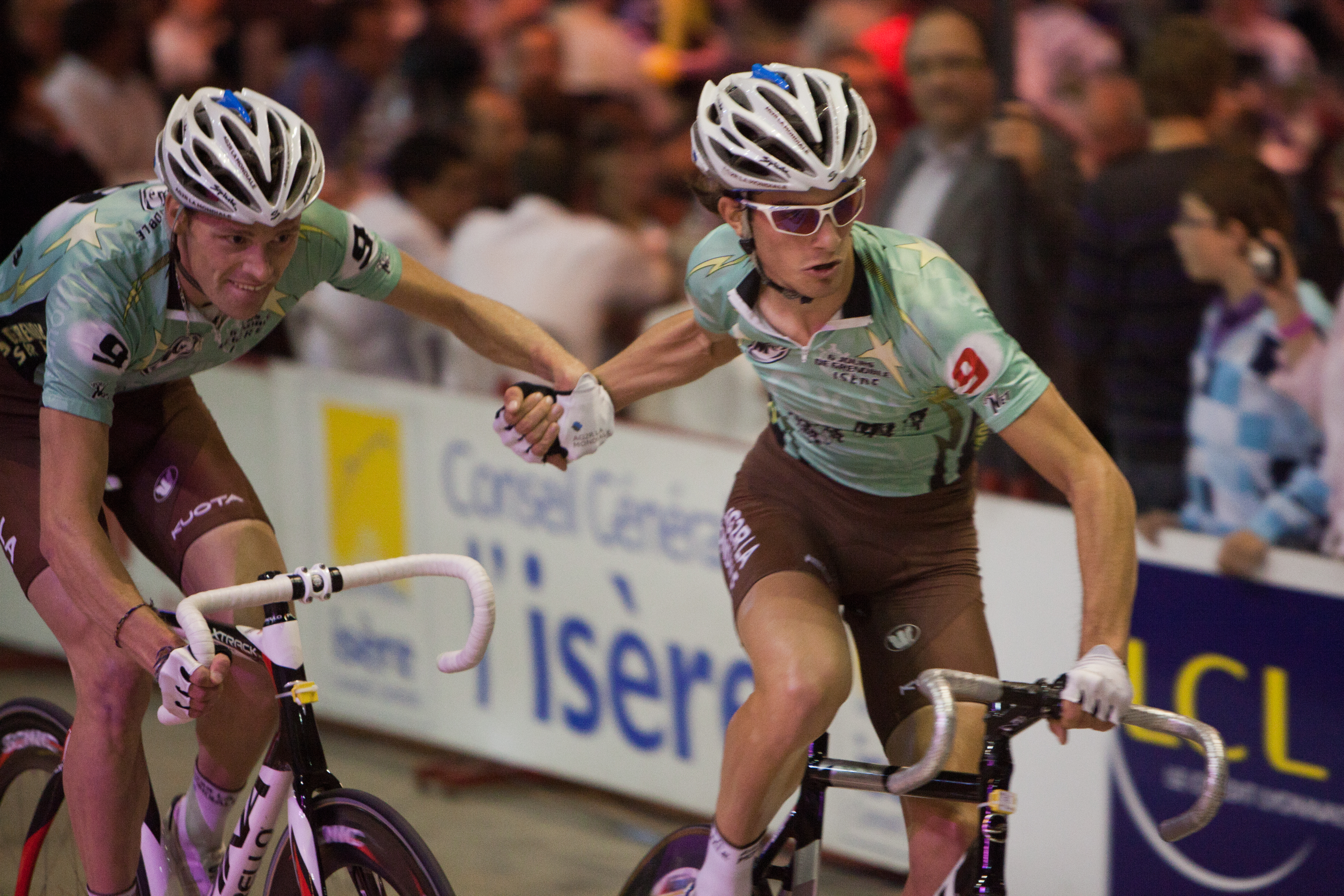
Ablösung durch Schleudergriff

Das Zweier-Mannschaftsfahren entwickelte sich durch die Änderungen der Regeln von einer reinen Ausdauer-Disziplin rund um die Uhr, bei dem es nur um die „erfahrenen“ Kilometer ging und die gleichbedeutend mit Sechstagerennen war, zu einer Bahnradsportdisziplin – die auf eine bestimmte Kilometerzahl und Zeitspanne beschränkt – von den Fahrern mit Höchstgeschwindigkeiten um die 50 Kilometer pro Stunde bestritten werden muss. Seit 1995 wird das Zweier-Mannschaftsfahren bei UCI-Bahn-Weltmeisterschaften ausgetragen, von 2000 bis 2008 gehörte es zum Programm bei Olympischen Spielen, in beiden Fällen nur für männliche Fahrer. Die Länge der Strecke beträgt in der Regel 50 Kilometer, gleichbedeutend mit 200 Runden, bei einer Bahn von 250 Meter Länge. Nur in wenigen Ländern – wie etwa in Australien und den Niederlanden – wurden nationale Meisterschaften für Frauen im Zweier-Mannschaftsfahren ausgerichtet. Erst nachdem die Disziplin für die Olympischen Spiele 2020 in Tokio wieder in das olympische Programm aufgenommen wurden, sind sie zur Regel geworden.
Im Prinzip funktioniert das Rennen wie ein Staffellauf in der Leichtathletik. Von den beiden (oder drei) Fahrern befindet sich immer nur einer im Rennen, das heißt in der Wertung. Die Fahrer lösen sich ab, grundsätzlich kann die Ablösung nach beliebiger Distanz erfolgen. Da jedoch beide Fahrer auf der Bahn bleiben, überrundet ständig der eine Fahrer den anderen, und die Ablösung erfolgt aufgrund des Geschwindigkeitsverhältnisses etwa alle zwei bis zweieinhalb Runden.
Dem Schleudergriff zur Ablösung kommt zwischen den beiden Fahrern eine entscheidende Rolle zu. Dabei schiebt/zieht („schleudert“) der mit hoher Geschwindigkeit von hinten kommende Fahrer den vorderen Fahrer, der sich an dessen ausgestreckten Hand festhält bzw. „abzieht“, ins Rennen. Der Schleudergriff hat seinen Ursprung in der Ablösetechnik der Rollschuhläufer. Später wurde dieser Griff verboten, weil er zu gefährlich sei. In den folgenden Jahrzehnten erfolgte bei Sechstagerennen eine Ablösung „auf Sicht“, wozu sich z. B. einige Fahrer auf eine Kiste stellten. Nach dem Zweiten Weltkrieg bis in die 1970er-Jahre nutzten die Fahrer die „Anschiebetechnik“, bei der sie sich mittels eines Knaufs in der Hose gegenseitig ins Rennen schoben. Sie nutzten zwar auch den Schleudergriff, der aber umstritten war: Da sich beim Zweier-Mannschaftsfahren immer viele Fahrer in hohem Tempo auf der Bahn befinden, ist die Sturzgefahr groß, wenn die Ablösung nicht gut beherrscht wird. So schrieb Werner Scharch noch 1977 in seinem Buch Faszination des Bahnrennsports: „Eine oft gesehene Unsitte […] ist das Ablösen durch Schleudergriff. Bei den Amateuren ist diese Art der Ablösung ob ihrer Gefährlichkeit grundsätzlich verboten“. Heute wird der Schleudergriff durchgängig von allen Fahrern bei Zweier-Mannschaftswettbewerben benutzt, da er am effektivsten ist.

## Austragungsorte

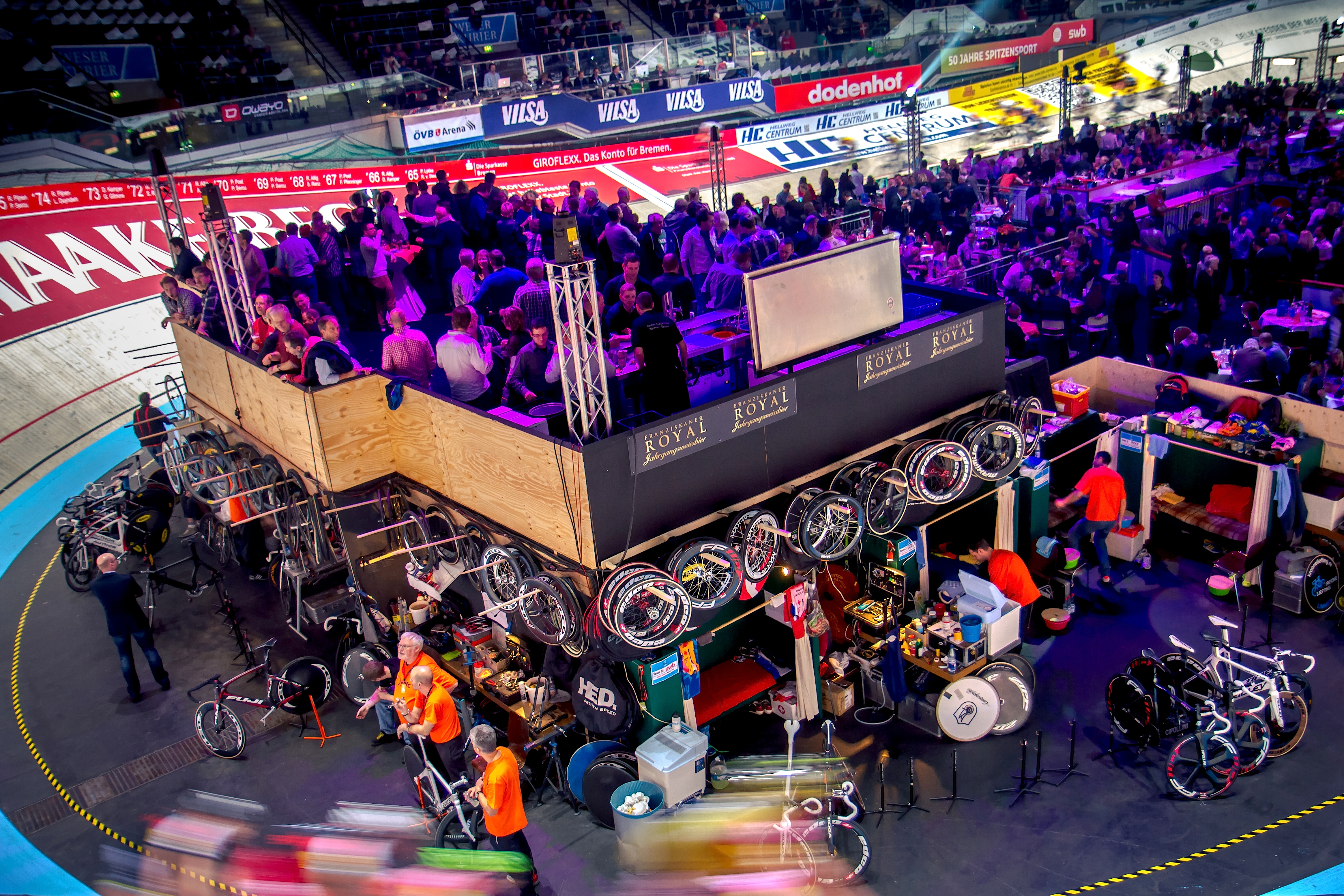
Innenraum mit den Fahrerkojen beim Bremer Sechstagerennen

Über weltweit 100 Städte waren Austragungsorte von Sechstagerennen, darunter Amsterdam, Tilburg, Fiorenzuola d’Arda, Paris, Münster, Mailand und Brüssel. Aus europäischer Sicht exotische Sechstage-Orte waren Nouméa im französischen Überseegebiet Neukaledonien (1977–2003), rund 1500 Kilometer östlich von der australischen Ostküste entfernt, sowie Launceston auf Tasmanien (1961–1987). Viele Veranstaltungen mussten, verstärkt ab Ende der Nullerjahre, aus wirtschaftlichen Gründen aufgeben werden. Mehrere Versuche der „Wiederbelebung“, wie etwa das des Kölner Sechstagerennens im Jahre 2012 sowie 2013, schlugen fehl. Auch andere traditionsreiche Wettbewerbe, wie Dortmund, Stuttgart und München, wurden eingestellt. 2014 wurden die Rennen in Zürich und in Grenoble letztmals veranstaltet, die ohnehin schon auf vier bzw. drei Tage verkürzt worden waren. Im deutschsprachigen Raum werden derzeit nur noch zwei Sechstagerennen – in Bremen und in Berlin – ausgetragen (Stand 2015). In Österreich fand nur ein einziges, im Jahr 1952, statt.
Als Einstimmung auf die Olympischen Spiele 2012 war im März 2010 zum ersten Mal seit rund 30 Jahren wieder ein Sechstagerennen in London geplant, das jedoch mangels Sponsoren abgesagt werden musste. Im Oktober 2015 fand es schließlich doch im Lee Valley Velodrome statt, wo während der Olympischen Spiele 2012 die Bahnradsportwettbewerbe ausgetragen worden waren; es war das erste Sechstagerennen im Mutterland der Veranstaltung seit 1980. Wenige Wochen später wurde bekannt, dass der Veranstalter Madison Sports Group auch das Berliner Sechstagerennen erworben hat.
Im Oktober 2013 wurde im Velo Sports Center in Carson die Hollywood Cycling Championship ausgetragen, der erste mehrtägige Bahnradsport-Wettbewerb nach Sechstage-Art in den Vereinigten Staaten nach 40 Jahren (das letzte Sechstagerennen fand 1973 in Detroit statt). Veranstalter war der ehemalige US-amerikanische Sechstagefahrer Jack Simes, der noch selbst in Detroit den zweiten Platz belegt hatte. Unter den Startern befanden sich neben US-amerikanischen Nachwuchsfahrern bekannte europäische Namen wie Franco Marvulli, Christian Grasmann, Leif Lampater und Marcel Barth.
In der Wintersaison 2015/16 fanden außer in Bremen und Berlin nur noch die Rennen in Gent (mit Unterbrechungen seit 1922), Rotterdam (mit Unterbrechungen seit 1936) und Kopenhagen (mit Unterbrechungen seit 1934) statt sowie im Sommer das Sechstagerennen im italienischen Fiorenzuola d’Arda (seit 1998) auf einer offenen Bahn (Stand 2015). 2017 und 2018 gab es im Sommer noch das Sechstagerennen von Turin.
Insgesamt wurden seit 1899 rund 1500 Sechstage-Rennen mit Zweier- oder Dreier-Teams organisiert. Deutschland steht in der Länderstatistik mit 438 Austragungen in 15 verschiedenen Städten an erster Stelle, vor den USA mit 247 und Belgien mit 179 Veranstaltungen (Stand 2011).

## Bekannte Fahrer

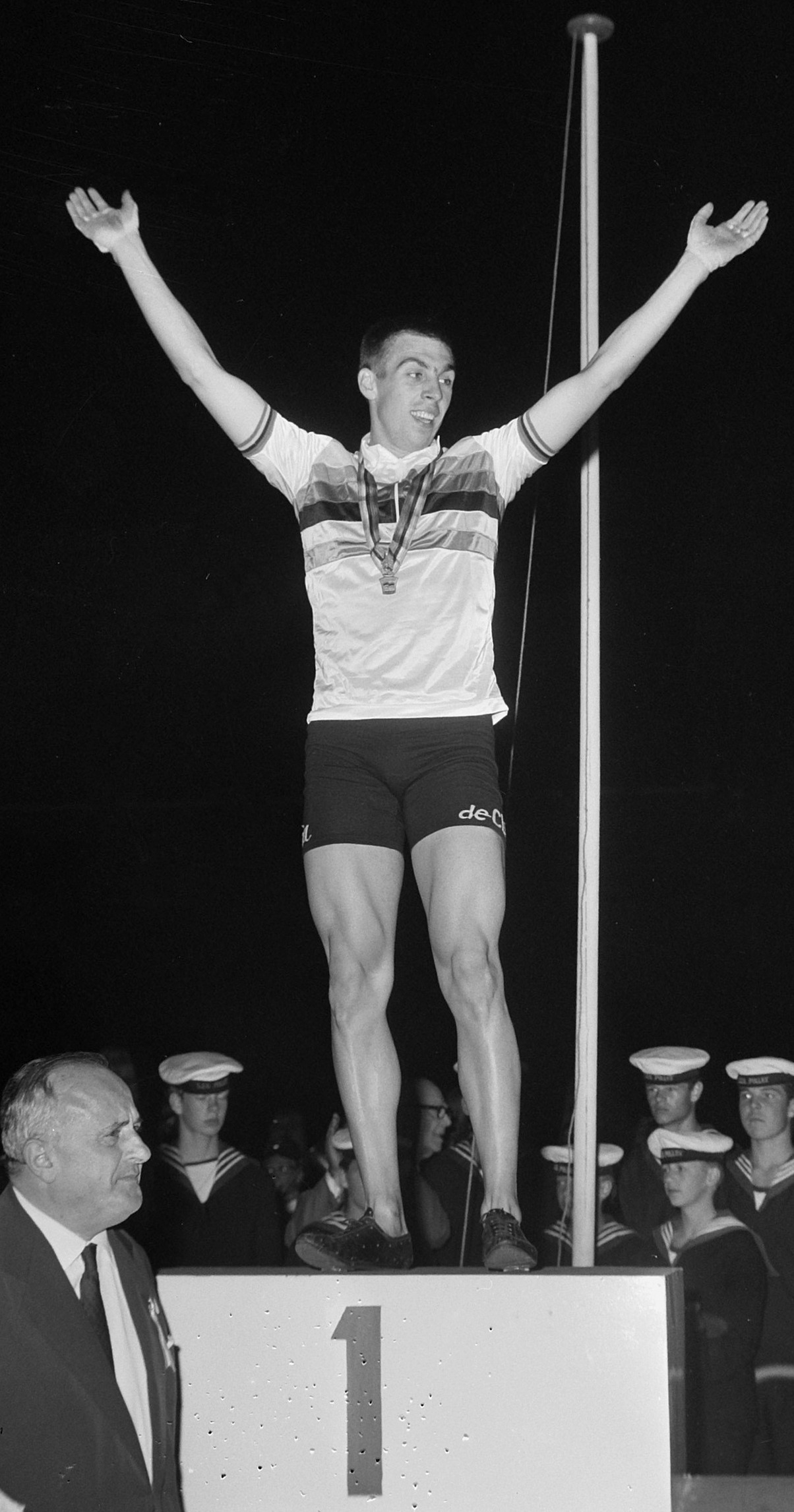
Patrick Sercu (hier bei den Bahn-Weltmeisterschaften 1967) gewann 88 Sechstagerennen.

Der bisher erfolgreichste Sechstagefahrer ist der Belgier Patrick Sercu, der in den 1960er- und 1970er-Jahren bei insgesamt 223 Sechstagerennen startete, von denen er mit wechselnden Partnern 88 gewann.
Die Schweizer Bruno Risi und Kurt Betschart bildeten das erfolgreichste Gespann im Sechstage-Geschäft: Sie starteten zwischen 1992 und 2006 gemeinsam 130 Mal und errangen 37 Siege; nach Betscharts Karriereende siegte Risi weitere 16 Mal gemeinsam mit Franco Marvulli. Weitere erfolgreiche Mannschaften waren die Deutschen Gustav Kilian/Heinz Vopel (29 Siege) (1930er- bis 1950er-Jahre), sowie mit jeweils 19 Siegen die Belgier Rik Van Steenbergen/Emile Severeyns (1940er- bis 1960er-Jahre), das niederländisch-schweizerische Gespann Peter Post/Fritz Pfenninger (1950 bis 1970er-Jahre) und das australisch-britische Zweier-Team Danny Clark/Tony Doyle (1970er- bis 1990er-Jahre). Der bisher erfolgreichste deutsche Fahrer mit wechselnden Partnern ist Klaus Bugdahl, der von 1957 bis 1978 aktiv war und 37 Siege verbuchte. Der Australier Reggie McNamara war mit einer Zeitspanne von 28 Jahren (1911 bis 1939) der am längsten aktive Sechstagefahrer; er startete bei 114 Rennen und gewann 19 Mal. Curt Riess beschrieb später wie McNamara 1921 „im New Yorker Madison Square Garden kurz vor Schluss vom Rad fiel, vollgepumpt mit Aufputschmitteln, von finsteren Managern manipuliert“.
Eine weitere schillernde Figur war der Niederländer Piet van Kempen, der zwischen 1920 und 1939 bei 108 Sechstagerennen startete und davon 32 gewann. Er hatte keinen Standardpartner und erreichte seine Erfolge mit verschiedenen Partnern wie Jan Pijnenburg, Paul Buschenhagen, Oscar Egg, Marcel Buysse, Reggie McNamara und anderen. Seine Spitznamen in den Hallen waren „De Vliegende Hollander“ oder „Zwarte Piet“. Er war der „Sechstage-Boss“, der den Verlauf der Rennen bestimmte und den größten Teil der Gage für sich einstrich. Beim 20. Berliner Sechstagerennen 1928 wurde van Kempen gemeinsam mit acht anderen Rennfahrern sowie seinem Manager Cor Blekemolen vom Sportlichen Leiter Walter Rütt ausgeschlossen, weil er diese zur Schiebung des Rennens zu seinen Gunsten angestiftet und bestochen hatte. Außerdem wurde ihm für ein Jahr die Rennlizenz für Deutschland entzogen.
Seriensieger wurden in den Medien zu ihrer Zeit oft als „Sechstagekaiser“ bezeichnet, wie etwa Walter Rütt (1883–1964), Sechstagefahrer der ersten Stunde, Gustav Kilian und Patrick Sercu.

## Todesfälle bei Sechstagerennen
1949 stürzte der Berliner Rennfahrer Paul Kroll bei einem Zweier-Mannschaftsrennen „1000 Runden“ (kein eigentliches Sechstagerennen) in der Berliner Sporthalle am Funkturm und starb an einem Schädelbruch im Krankenhaus. Zwei Jahre später ereigneten sich zwei schwere Stürze bei Berliner Sechstage-Rennen auf derselben, extrem kurzen Bahn (153 Meter), die deshalb auch „Zigarettenschachtel“ genannt wurde: Der Niederländer Gerard van Beek starb nach einem Sturz, und wenige Monate später verunglückte der Deutsche Rudi Mirke ebenfalls dort tödlich. Nach Angaben des Berliner Rennfahrers und späteren sportlichen Leiters des Berliner Sechstagerennens, Otto Ziege, gab es Gerüchte, dass die eingesetzten Medikamente wegen vorangegangenen Dopings nicht gewirkt hätten.
Zwei weitere Todesfälle gab es in späteren Jahren: 1964 starb der Kanadier Louis De Vos nach einem Sturz beim Sechstage-Rennen in Montreal unter ähnlichen Umständen wie Mirke und van Beek an einem Schädelbruch im Krankenhaus. 2006 stürzte der Spanier Isaac Gálvez beim Sechstagerennen von Gent nach einer Kollision mit dem Belgier Dimitri De Fauw schwer: Er brach sich das Genick, und eine Rippe stieß in sein Herz, weshalb er auf dem Weg ins Krankenhaus innerlich verblutete. Nach diesem Unfall litt De Fauw an schweren Depressionen und nahm sich drei Jahre später das Leben.

## Sechstagerennen in der Kunst
Das Sechstagerennen inspirierte immer wieder Künstler, vor allem in den Zeiten, in denen die Fahrer noch rund um die Uhr fuhren. Für viele Intellektuelle in den 1920er-Jahren war es das Sinnbild einer Zeit, in der der Leistungsgedanke die traditionellen sozialen Hierarchien ablöste. Besonders bekannt ist das Essay Elliptische Tretmühle des Schriftstellers und Journalisten Egon Erwin Kisch, der das 10. Berliner Sechstagerennen im Jahre 1923 besuchte: „Ein todernstes, mörderisches Ringelspiel, und wenn es zu Ende, die hundertvierundvierzigste Stunde abgeläutet ist, dann hat der erste, der, dem Delirium tremens nahe, lallend vom Rade sinkt, ein Beispiel der Ertüchtigung gegeben.“ Er verglich das Rennen mit einem „Weltwettrennen“, in dem der Mensch mit „wurmwärts geneigtem“ Rückgrat lenke und Gott denke. Aufgerieben von der Arbeitswelt und den wirtschaftlichen Nöten könnten sich die Zuschauer, „die mit Wünschen nach äußerlichen Sensationen geheizt“ seien, im Hexenkessel des Stadions kurzzeitig abreagieren und austoben. Dass dieser Protest letztendlich sinnlos bleiben werde, nivelliere aber nicht die kurze Phase der „entspannten Weltausgrenzung“.

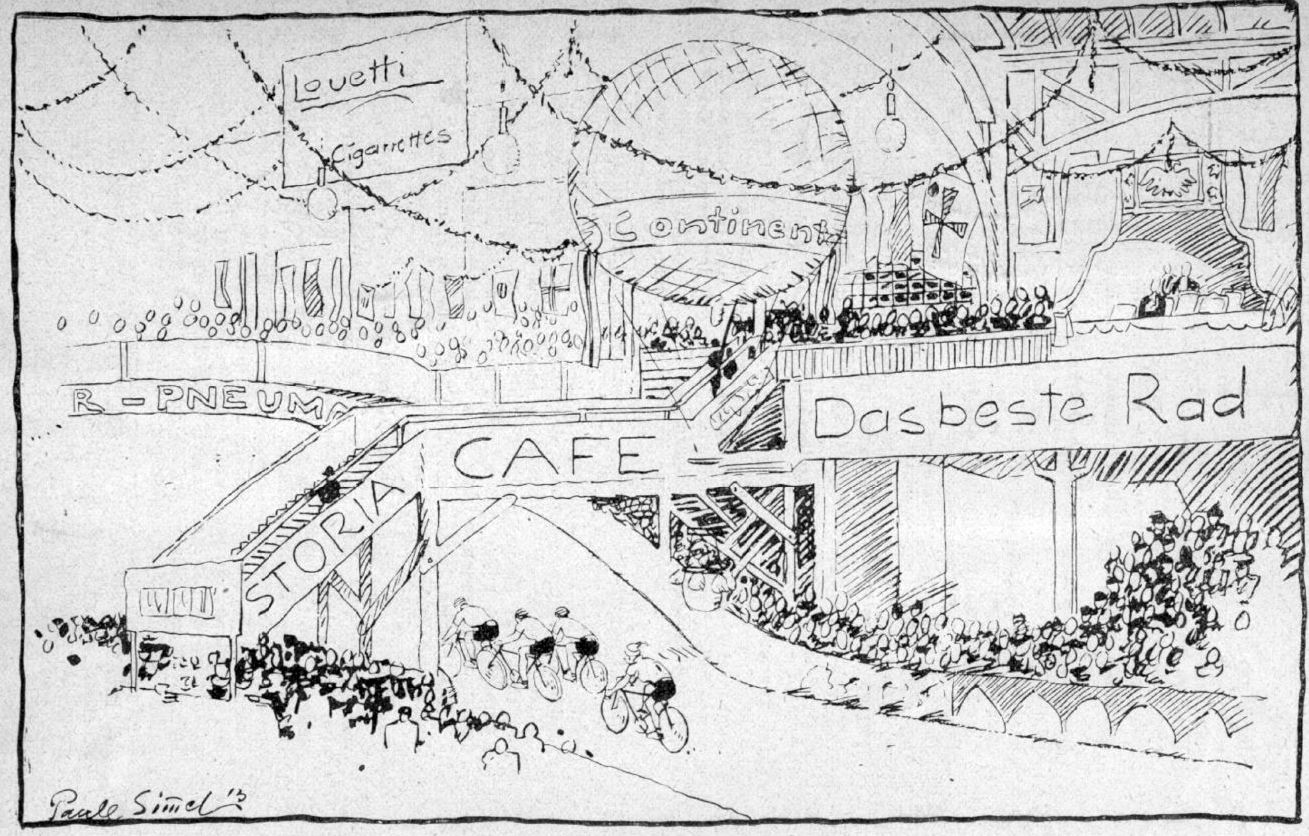
Karikatur von Paul Simmel (1913)

Mehr als Hälfte der Plätze, so Kisch, seien von „Besessenen besessen“, wer allerdings den Innenraum mit Gastronomie und Jazzbands über eine Brücke betreten wollte, musste 200 Mark „Maut“ bezahlen: „Nackte Damen in Abendtoilette sitzen da, Verbrecher im Berufsanzug (Frack und Ballschuhe), Chauffeure, Neger, Ausländer, Offiziere und Juden.“ Diese Betrachtungen schloss Kisch durch die trockene Wiedergabe einer Lautsprecherdurchsage ab: „Am dritten Renntage verkündete der Sprecher durch das Megaphon, rechts, links, rechts, links, den siebentausend Zuschauern: ‚Herr Wilhelm Hahnke, Schönhauser Straße 139, soll nach Hause kommen, seine Frau ist gestorben!‘“
Alfred Polgar sah ähnliche Parallelen wie Kisch: „Das Sechstagerennen mit dem Leben zu vergleichen, wird auch der Mindergebildete nicht umhin können“. Er fragte sich, was in der Seele eines „unseligen Mannes“ vorgehe, der „Planet geworden eine Ewigkeit von sechs Tagen und sechs Nächten lang, immer wieder und wieder die vorgeschriebene gleiche Reise rund um tut?“, räumte allerdings ein, dass „wir da ganz im Dunkeln tappen würden“.
Curt Riess, ein Schriftsteller-Kollege von Polgar, bezeugte indes seine Faszination vom Radrennen rund um die Uhr:

„Was mich erregte, war die Erregung, die der Sport, nicht an sich, sondern als Ereignis, der Sport, in Leben umgesetzt, auslöste. Die Erregung, die den Menschen verwandelte. Die Zuschauer in der Halle bis hinaus zur letzten Reihe der Galerie, wo schon alles im Nebel und Rauch verschwand, die eleganten Damen und Herren, Champagner trinkend in ihren von der Bahn umsäumten Logen, vor allem aber die Fahrer. Ihre Gesichter waren Masken der Erregung, der Verbissenheit, der Erschöpfung, des Schmerzes – denn immer wieder stürzten sie, wurden fortgetragen und rasten doch einige Minuten später mit verbundenen Knien und Armen um die Bahn. Dies war es, was mich nicht mehr losließ.“

Der Dramatiker und Kommunist Bertolt Brecht bekannte sich entgegen aller Ideologie zum Sechstagerennen: „Ich bin für den Sport, weil und solange er riskant (ungesund), unkultiviert (also nicht gesellschaftsfähig) und Selbstzweck ist“. Er begeisterte sich an dem Gedicht von Hannes Küpper He, he! The Iron Man über Reggie McNamara und suchte später ein Treffen mit diesem Sportler. Brecht wurde allerdings enttäuscht, da McNamara weder ihn noch das Gedicht kannte und nicht sonderlich interessiert schien.
Der Schauspieler und Sänger Ernst Busch nahm 1932 ein Lied mit dem Titel Sechstagerennen auf. Die 3. Strophe lautet:

„Sechs Tage im Kreis, immer rundherum –
Kein Sterblicher weiß: Warum nur, warum?
Alle packt es, alle treiben mit!
Alle jagt es, alle schreien mit! He!
Sechs Tage im Kreis, immer rundherum –
Und kein Einziger weiß, warum!“

In Georg Kaisers Bühnenstück Von morgens bis mitternachts aus dem Jahre 1912 besucht der Protagonist, der Geld veruntreut hat, das Berliner Sechstagerennen und verursacht durch eine sehr hohe, von ihm ausgesetzte Siegprämie einen Aufruhr im Publikum. Dieses Theaterstück hatte Erich Kästner im Kopf, als er sich in den 1920ern in einem kurzen Buchkapitel mit dem Sechstagerennen beschäftigte, obwohl er nach eigener Aussage noch nie eines besucht hatte:

„Eine ganze Woche fahren diese merkwürdigen Leute Rad. […] Manchmal meine ich, davon müsste man unbedingt Gehirnschäden erleiden. Und dann wieder sage ich mir: der müsste bereits beim Unterschreiben des Kontrakts … Andererseits: Die widernatürlichsten Leistungen nötigen bekanntlich die größte Hochachtung ab.“

Der Satiriker Walter Mehring machte sich einen eigenen Reim auf das Sechstagerennen:

„Sechs / Tage / Rennen! / Brennend liegt das Hirn auf der Lauer / Sechsmal zweihunderttausend Augen: / Saugt sich fest die Menschenmauer! / Sechsmal zweihundert und tausend! Brausend / Aus den Nüstern schnaubend Atemraubend / Uns den Atem raubend! / Pestend Schweiß’ / Heiß und bloß / Los […]“

Ernst gemeint war indes das Heftchen Die lachende Rennbahn. Eine lustige Fibel aus dem Milieu der Sechstagerennen aus dem Jahre 1927, in dem Geschichten und Zeichnungen rund um das Rennen zusammengestellt waren, die bei aller „Lustigkeit“ das Rennen und seine Protagonisten verherrlichten.
Hemingway las seinen Roman In einem andern Land (erschienen 1929) in einer Loge an der Ziellinie eines Sechstagerennens in Paris Korrektur. Immer wieder plante er, Geschichten über diese Extremform des Radsports zu schreiben, kam jedoch zu dem Schluss: „Ich werde nie eine schreiben können, die so gut ist wie das Rennen selbst.“
1922 erschien die Erzählung Die Nacht des „Sechs-Tage-Rennens“ des Franzosen Paul Morand, in der der Radsportfan von sich selbst sagt: „Ich bin von einem einzigen Gedanken beherrscht, und das ist der Sieg Petitmathieus. Ich gehöre mir nicht mehr […]. Wir sind ein Teil des Velodroms geworden“. Der Autor Hans Breidbach-Bernau schilderte in seiner Erzählung Van Donken noch einmal wie einst aus dem Jahre 1966 den tragischen Tod eines Sechstagefahrers:

„Und er fuhr so herausfordernd und frech – und plötzlich, von der Höhe der Bahn, in den letzten Runden, schoß er wie ein niederstoßender Habicht in das bunte, jagende Knäuel der Fahrer hinein – mitten hinein – in den fliegenden Menschenhaufen […] mit so einem grausigen, irren, jauchzenden Schrei. Es gab einen Massensturz, Geschrei, zerfetzte Trikots […]. Aber denen war gar nicht viel geschehen, wie der Arzt bald sah […] Nur ihn, Pieter van Donken, hatte es erwischt. Glatter Bruch der Wirbelsäule. Tot.“

In den 1990er-Jahren setzte Günter Grass dem ersten Berliner Sechstagerennen des Jahres 1909 ein literarisches Denkmal, indem er die Erlebnisse eines jungen Mannes schildert, der als Assistent des Bahnarztes die körperliche Konstitution der Rennfahrer untersucht: „Von anfangs fünfzehn Paaren waren am Ende nur noch neun auf der Bahn. […] Und Dr. Willner hielt es für bemerkenswert, daß wir im Verlauf des Sechstagerennens bei allen Fahrern starke Eiweißausscheidungen feststellen konnten.“
Auch Maler und Zeichner wählten das Sechstagerennen als Motiv, darunter der US-Amerikaner Edward Hopper für sein Bild French Six-day Rider aus dem Jahre 1937 oder die Deutschen Max Oppenheimer, Heinrich Ehmsen, Felix Nussbaum und Gino von Finetti. Der französische Maler Lucien Jonas fertigte ganze Bilderserien von Radrennen und Fahrern. Der Karikaturist Paul Simmel war regelmäßig in der Berliner Sporthalle bei Sechstagerennen vor Ort und fertigte Karikaturen und Zeichnungen für Zeitungen und Bücher.
Sechstagerennen waren auch Thema in Film und Musik. 1922 entstand der Stummfilm Die siebente Nacht und 1931 der Tonfilm Um eine Naselänge, der 1949 mit Theo Lingen, Hans Moser und Rudolf Prack neu verfilmt wurde. Sechstagerennen hieß ein Lied des Komponisten Harry Ralton von 1932. 2002 wurde in der ARD der Tatort: Schatten ausgestrahlt, für den Szenen beim Bremer Sechstagerennen gedreht wurden.

## Filme
- Heinz Brinkmann: Sechs Tage – sechs Nächte. 2009.
- Mark Tyson: The Six-Day Bicycle Races. 2006. (englisch)